# Список улиц Махачкалы
В настоящем списке приведены улицы, переулки, площади, проезды, тупики, микрорайоны, парки и скверы города Махачкалы.
Основная статья — Улицы Махачкалы
По состоянию на 2012 год в Махачкале насчитывается 892 улицы, 5 площадей, 8 проспектов, 19 переулков, 1 шоссе, 1 бульвар. В список включены также улицы, расположенные в посёлках Альбурикент, Кяхулай и Тарки, не имеющих чёткой границы с городом.
По некоторым данным, в 1904 году в городе насчитывалось всего 15—16 улиц (Набережная, Армянская, Базарная, Садовая, Соборная, Почтовая, Персидская, Степная, Барятинская, Миллионная, Грязная, Подгорная, Нагорная, Провиантская, Тюремная и Маячная) и несколько переулков (Косой, Глухой, Безымянный и т. д.).

## Улично-дорожная сеть
Город в основной своей массе имеет прямоугольную сетку улиц: одни протянулись параллельно берегу моря, другие — перпендикулярно ему. Нумерация домов ведётся на параллельных улицах с северо-запада на юго-восток (за исключением улиц в микрорайоне Сепараторный посёлок — нумерация от горы Тарки-тау), перпендикулярных — от берега моря (за исключением улиц в микрорайоне 5-й посёлок).

Основными магистралями города являются проспекты: имама Шамиля, Акушинского, Гамидова, Гамзатова, Амет-Хана Султана, Петра I, а также улицы: Ярагского, Магомедтагирова, Гаджиева, Гагарина, Орджоникидзе, Коркмасова, Дахадаева.

## Переименования улиц
Махачкала «пережила» пять волн массового переименования улиц:
1. 1921—1923 гг. — переименования практически всех улиц города в честь революционных деятелей и символов советской власти;
2. 1964 год — в связи с 45-летием ДАССР;
3. 1967 год — в память о 50-летии Октябрьской революции переименовано около 15 улиц в честь дагестанских революционеров;
4. 1974 год — в связи с 55-летием ДАССР;
5. 1997 год — переименованы центральные магистрали города.

## Проспекты
| Название геонима               | Длина, км | Местоположение                                                                                   | Прежнее название | В честь кого или чего названо | Примечание                                                                                  |
| ------------------------------ | --------- | ------------------------------------------------------------------------------------------------ | --- | --- | ------------------------------------------------------------------------------------------- |
| Проспект Имама Шамиля          | 6,6       | От Троллейбусного кольца до ул. Гагарина.                                                        | до 13.06.1974 г. — Дагестанская улица, до 15.09.1992 г. — проспект Калинина до 05.12.1996 г. — проспект Коркмасова                                                | М. И. Калинин — советский государственный и партийный деятель; имам Шамиль — 3-й имам Чечни и Дагестана, идеолог и предводитель горцев в Кавказской войне.                                       |                                                                                             |
| Проспект Гамидова              | 3,0       | От пр. Гамзатова до пр. А. Султана                                                               | до 13.06.1974 г. — Дербентская улица, до 05.12.1996 г. — проспект Кирова                                                                                          | С. М. Киров — советский государственный и политический деятель; Г. М. Гамидов — бывший министр финансов РД                                                                                       |                                                                                             |
| Проспект Али-Хаджи Акушинского | 6,3       | Сепартарной посёлок, Новый посёлок, 1-й посёлок, От Троллейбусного кольца до Северного поста ДПС | до 18.12.1985 г. — Буйнакское шоссе, до 5.12.1996 г. — проспект Карла Маркса                                                                                      | Карл Маркс — немецкий философ, социолог, экономист, писатель; А. Акушинский — видный богослов, духовный лидер Дагестана начала XX века                                                           | в 2011 году участок от улицы М. Гаджиева до Троллейбусного кольца назван улицей Г. Гаджиева |
| Проспект Расула Гамзатова      | 1,6       | От пл Ленина, до пл. Петра I                                                                     | до 1923 г. — Инженерная улица, до 1950 г. — Комсомольская улица, до 1954 г. — проспект Сталина до 27.10.1977 г. — улица Ленина до 11.10.2005 г. — проспект Ленина | В. И. Ленин — российский и советский политический и государственный деятель; Р. Г. Гамзатов — Народный поэт Дагестана                                                                            |                                                                                             |
| Проспект Петра I               | 3,2       | Редукторный посёлок, от ул. Бейбулатова до ул. Булача                                            | до 18.12.1985 г. — Каспийское шоссе, до 14.08.2000 г. — Комсомольский проспект до 02.03.2006 г. — пр. Насрутдинова                                                | Каспийск — город в Дагестане; И. Насрутдинов — председатель колхоза, отец бывшего министра сельского хозяйства РД У. И. Насрутдинова; Пётр I — российский император, основатель города Махачкалы |                                                                                             |
| Проспект Амет-Хана Султана     | 5,7       | От пр. Гамидова до Южного поста ДПС                                                              | до 13.06.1974 г. — Талгинское шоссе, до 21.03.1985 г. — Дербентское шоссе                                                                                         | Талги — село в пригороде Махачкалы; Дербент — город в Дагестане; Амет-Хан Султан — советский военный лётчик, дважды Герой Советского Союза                                                       |                                                                                             |
| Проспект Насрутдинова          | 7,8       | От ул. Булача до границы с г. Каспийском                                                         | до 2.6.2006 г. — Каспийское шоссе | И. Насрутдинов — председатель колхоза, отец бывшего министра сельского хозяйства РД У. И. Насрутдинова                                                                                           |                                                                                             |
| Проспект Казбекова             | 9,2       | п. Семендер, от пр. Акушинского до границы Сулакского поста ГАИ                                  | до 11.04.2016 г. — Убекинское шоссе | Казбеков С. С. — участник Гражданской войны, революционный деятель Дагестана начала XX века | название перенесено с бывшей улицы Казбекова, ныне Магомедтагирова                          |

## Площади
| Название геонима        | Местоположение                                                               | Прежнее название                                                                                  | В честь кого или чего названо | Примечание                                                                       |
| ----------------------- | ---------------------------------------------------------------------------- | ------------------------------------------------------------------------------------------------- | --- | -------------------------------------------------------------------------------- |
| Площадь Ленина          | начало пр. Р. Гамзатова                                                      | до 1871 г. — Новобазарная площадь, до ? г. — Соборная площадь, до 11.10.1960 г. — площадь Сталина | Соборная — название дано по собору Александра Невского, располагавшемуся на площади, снесён в 1953 г. И. В. Сталин — российский революционер, советский политический, государственный, военный и партийный деятель В. И. Ленин — российский и советский политический и государственный деятель | Единственная пешеходная площадь в городе, а также самая большая площадь в городе |
| Площадь Коминтерна      | пересечение улиц Даниялова и Буйнакского                                     |                                                                                                   | Коминтерн — международная организация, объединявшая коммунистические партии различных стран | самая маленькая площадь в городе                                                 |
| Университетская площадь | пересечение улиц Коркмасова и Радищева                                       |                                                                                                   | название дано по корпусу Дагестанского государственного университета расположенного на площади |                                                                                  |
| Площадь Петра I         | в конце проспекта Р. Гамзатова у въезда на путепровод                        |                                                                                                   | Пётр I — российский император, основатель города Махачкалы | название присвоено в июле 2005 года                                              |
| Привокзальная площадь   | улица Эмирова                                                                |                                                                                                   | названа по вокзалу, расположенному на площади |                                                                                  |
| Троллейбусное кольцо    | на стыке проспектов Акушинского, Шамиля и улиц Магомедтагирова и Г. Гаджиева |                                                                                                   | Неофициальное название, названа по основному кольцевому троллейбусному развороту города. |                                                                                  |

## Улицы
| А Б В Г Д Е Ж З И К Л М Н О П Р С Т У Ф Х Ц Ч Ш Щ Э Ю Я |

| Название геонима                               | Длина, км | Местоположение                                                                                               | Прежнее название | В честь кого или чего названо | Примечание |
| 0—9                                            | 0—9       | 0—9 | 0—9 | 0—9 | 0—9 |
| ---------------------------------------------- | --------- | --- | --- | --- | --- |
| 1-я Родниковая улица                           | 0,22      | 4-й посёлок от ул. Ахундова, до ул. Омарова                                                                  | | | |
| 1-я Талгинская улица                           | 0,13      | 4-й посёлок от ул. Эрлиха, до ул. Омарова                                                                    | | Талги — село в пригороде Махачкалы | |
| 2-я Талгинская улица                           | 0,13      | 4-й посёлок от ул. Эрлиха, до ул. Омарова                                                                    | | Талги — село в пригороде Махачкалы | |
| 3-я Талгинская улица                           | 0,15      | 4-й посёлок от ул. Эрлиха, до ул. Омарова                                                                    | | Талги — село в пригороде Махачкалы | |
| 4-я линия, улица                               | 0,45      | Сепараторный посёлок                                                                                         | | | |
| 4-я Магистральная улица                        | 0,25      | Сепараторный посёлок от ул. Мирзоева, до 14-й Магистральной ул.                                              | | | |
| 5-я линия, улица                               | 0,61      | Сепараторный посёлок                                                                                         | | | |
| 5-я Магистральная улица                        | 0,45      | Сепараторный посёлок от ул. Мирзоева, до 13-й Магистральной ул.                                              | | | |
| 5-я Родниковая улица                           | 0,28      | 4-й посёлок, от ул. Омарова до ул. Ахундова                                                                  | до 28.08.1985 г. — 5-я Родниковая до 28.01.1999 г. — Ю. Акаева                                                                                   | | |
| 6-я линия, улица                               | 0,23      | Сепараторный посёлок                                                                                         | | | |
| 7-я Магистральная улица                        | 0,23      | Сепараторный посёлок от школы № 26 до безымянного проезда                                                    | | | |
| 8-я Магистральная улица                        | 0,26      | Сепараторный посёлок от 13-й Магистральной ул. до безымянного проезда                                        | | | |
| 9-я Магистральная улица                        | 0,27      | Сепараторный посёлок от 13-й Магистральной ул. до ул. А. Юсупова                                             | | | |
| 10-я Магистральная улица                       | 0,45      | Сепараторный посёлок от 15-й Магистральной ул. до ул. А. Юсупова                                             | | | |
| 11-я Магистральная улица                       | 0,29      | Сепараторный посёлок от ул. Мирзоева до безымянного проезда                                                  | | | |
| 12-я Магистральная улица                       | 0,12      | Сепараторный посёлок от ул. Мирзоева до безымянного проезда                                                  | | | |
| 13-я Магистральная улица                       | 0,21      | Сепараторный посёлок от 8-й Магистральной ул. до 11-й Магистральной ул.                                      | | | |
| 14-я Магистральная улица                       | 0,15      | Сепараторный посёлок от 4-й Магистральной ул. до ул. Мирзоева                                                | | | |
| 15-я Магистральная улица                       | 0,26      | Сепараторный посёлок от 5-й Магистральной ул. до 10-й Магистральной ул.                                      | | | |
| А                                              |           | | | | |
| Абаканская улица                               | ?         | мкр. Новый город                                                                                             | | Абакан — город, столица Хакасии | |
| Абакарова, улица                               | 0,53      | 5-й посёлок, от ул. Ю.Акаева, до пр. Шамиля                                                                  | до 25.04.1983 г. — Донская, до 06.03.2000 г. — Аскар-Сарыджи                                                                                     | Дон — река в России, Х. Н. Аскар-Сарыджа — основатель скульптурного искусства Дагестана. Г. А. Абакаров — первый генерал милиции в Дагестане | Решением исполкома Махачкалинского горсовета народных депутатов № 83 от 25.04.1983 года, Донская улица была переименована в улицу Аскар-Сарыджи, но официально данное название нигде не использовалось. Фактически в 2000 году была вновь переименована в Донскую                              |
| Абашилова, улица                               | 0,30      | Махачкала 1-я, от ул. Магомедтагирова до Кумторкалинской ул.                                                 | | Г. А. Абашилов — Председатель Государственной телевизионной и радиовещательной компании «Дагестан» с января 2007 года, бывший заместитель министра по делам информации, национальной политики и внешним связям республики Дагестан, бывший главный редактор газеты «Молодежь Дагестана» | |
| Аббасова, улица                                | 1,0       | мкр. Ипподром                                                                                                | до 25.11.2021 г. — 5-я Ипподромная | М. А. Аббасов — народный поэт Дагестана | |
| Абдулбасирова, улица                           | 0,50      | мкр. Ватан                                                                                                   | | Абдулбасиров, Магомедтагир Меджидович — государственный и общественный деятель РД | |
| Абдуллаева, улица                              | 0,70      | от ул. Ш. Алиева до ул. Горького                                                                             | 04.08.1998 г. — Кяхулайская, ? — XI Красной Армии                                                                                                | Кяхулай — посёлок в пригороде Махачкалы, XI Красная Армия — войсковое красноармейское подразделение участвовавшее в период Гражданской войны в освобождение города от белогвардейцев, Аци Таксурманович Абдуллаев — бывший министр финансов РД                                          | |
| Абдулманапова, улица                           | 0,80      | от ул. Абдулхакима Исмаилова до ул. Хизроева                                                                 | 22.07.2014 г. — Проектная | М-З Абдулманапов — участник ВОВ, Герой Советского Союза | |
| Абдулхалимова, улица                           | 0,20      | от ул. Пушкина до ул. Манташева                                                                              | до 13.07.1967 г. — Индустриальная | Саид Абдулхалимов (Абдулгалимов) — революционер, участник Гражданской войны | |
| Абдурагимова, улица                            | 0,73      | от Спортивной ул., Н. Тарки                                                                                  | 27.12.2018 — Коренная | Абдурагимов Магомедшамиль Магомедович — Героя Российской Федерации | |
| Абилова, улица                                 | ?         | мкр. Фабрики Каспий                                                                                          | | | |
| Ахмедхана Абу-Бакара, улица                    | 1,20      | от Маячной ул. до ул. Джамбулатова                                                                           | до 21.10.1998 г. — Сенявина | Д. Н. Сенявин — русский флотоводец, адмирал, А. Абу-Бакар — Народный писатель Дагестанской АССР | |
| Абу Даги, улица                                | ?         | от пр-та Амет-Хана Султана до Юго-Восточной ул.                                                              | | | |
| Абрикосовая улица                              | ?         | с/о Сепаратор                                                                                                | | | |
| Абрикосовая улица                              | ?         | с/о Искра, Домостроитель                                                                                     | | | |
| Абубакарова, улица                             | 2,40      | от ул. Котрова до ул. А. Гаджиева                                                                            | до 17.02.1938 г. — Лазаретный переулок, до 07.12.1998 г. — улица Чернышевского                                                                   | Н. Г. Чернышевский — публицист и писатель, революционер-демократ, С. Абубакаров — шейх, муфтий Дагестана | |
| Авангардная улица                              | 0,35      | мкр. Авангард                                                                                                | | название дано по бывшему садовому обществу «Авангард» | |
| Агабабова, улица                               | 0,40      | от ул. Гасанова до ул. Даниялова                                                                             | 23.07.1996 г. — Свободы | С. А. Агабабов — композитор | |
| Агасиева, улица                                | 0,90      | от ул. Танкаева до ул. Мурсалова                                                                             | до 13.06.1974 г. — Альбурикентское шоссе | Альбурикент — посёлок в пригороде Махачкалы, К-М Агасиев — революционер, участник борьбы за советскую власть в Азербайджане и Дагестане | |
| Агачаульская улица                             | 0,91      | Альбурикент                                                                                                  | | Агачаул — село в Карабудахкентском районе | |
| Аграрарная улица                               | ?         | мкр. Дагнефть                                                                                                | | | |
| Агрономическая улица                           | 0,80      | Альбурикент                                                                                                  | | | |
| Агрономическая улица                           | ?         | с/о Монтажник                                                                                                | | | |
| Аданакская 1-я улица                           | ?         | мкр Дагколхозстрой                                                                                           | | | |
| Аданакская 2-я улица                           | ?         | мкр Дагколхозстрой                                                                                           | | | |
| Аджарская улица                                | ?         | мкр. Турист                                                                                                  | | Аджария — автономная республика в Грузии | |
| Ажурная улица                                  | ?         | мкр. КОР | | | |
| Азизова, улица                                 | 2,70      | от ул. Булача до пр. Петра I                                                                                 | до 23.12.2004 г. — Промышленное шоссе | М. А. Азизов — бывший первый секретарь обкома комсомола и министр юстиции Дагестана | |
| Азовская улица                                 |           | мкр. Адам Интернейшнл                                                                                        | | | |
| Айвазовского, улица                            | 0,50      | Сепараторный посёлок, от ул. Хуршилова до ул. Огарёва                                                        | | И. К. Айвазовский — всемирно известный художник-маринист | |
| Айвовая улица                                  | ?         | пос. завода Сепараторов                                                                                      | | | |
| Акаева Ю., улица                               | 2,40      | 5-й посёлок, от ул. Сурхаева до ул. Гусейнова                                                                | до 28.01.1999 — Тимирязева | К. А. Тимирязев — русский естествоиспытатель, физиолог, Ю. А. Акаев — лётчик-штурмовик, Герой Советского Союза | на момент переименования в городе уже существовала улица Ю. Акаева |
| Акгёльная 1-я улица                            | ?         | мкр. Акгёль                                                                                                  | | | |
| Акгёльная 2-я улица                            | ?         | мкр. Акгёль                                                                                                  | | | |
| Акгёльная 3-я улица                            | ?         | мкр. Акгёль                                                                                                  | | | |
| Акгёльная 4-я улица                            | ?         | мкр. Акгёль                                                                                                  | | | |
| Акгёльная 5-я улица                            | ?         | мкр. Акгёль                                                                                                  | | | |
| Акгёльная 7-я улица                            | ?         | мкр. Акгёль                                                                                                  | | | |
| Акгёльная 8-я улица                            | ?         | мкр. Акгёль                                                                                                  | | | |
| Акгёльная 9-я улица                            | ?         | мкр. Акгёль                                                                                                  | | | |
| Акгёльная 10-я улица                           | ?         | мкр. Акгёль                                                                                                  | | | |
| Аксаевская улица                               | ?         | мкр. ОПХ | | | Аксай — село в Хасавюртовском районе Дагестана |
| Акушинского, улица                             | ?         | мкр. Локомотив                                                                                               | | Акушинский — см. проспект Акушинского | |
| Александра Невского, улица                     | 0,78      | 1-я Махачкала, от ул. Гази Умарова до ул. Дежнёва                                                            | до 31.08.1949 г. — Фурманова | Александр Невский — князь Новгородский | часто на картах ошибочно именуется, как Невская ул. |
| Абдулы Алиева, улица                           | 0,6       | от ул. Ляхова до пр. Шамиля                                                                                  | до 1966 г. — Альбурикентская, до 2014 г. — Ш. Алиева                                                                                             | А. Г. Алиев — член-корреспондент Академии наук Азербайджана, доктор геолого-минералогических наук, профессор | В 2014 году была устранена ошибка в наименовании улицы. 24 марта 1966 года исполком Махачкалинского горсовета депутатов трудящихся переименовал Альбурикентскую улицу в улицу Абдула Алиева. С течением времени, по не известной причине аншлаги на улице заменили на название Шамсулы Алиева. |
| Азиза Алиева, улица                            | 0,83      | от ул. Абубакарова до ул. Ярагского                                                                          | до 13.04.1961 г. — Промысловая, 7.4.1977 г. — Гагарина                                                                                           | А. М. Алиев — советский и азербайджанский государственный и партийный деятель | Образована путём отделения части улицы Гагарина |
| Али Алиева, улица                              | 1,0       | Редукторный посёлок                                                                                          | 23.11.2007 г. — Морская | А. З. Алиев — советский борец вольного стиля | |
| Магомед-Али Алиева, улица                      | 1,0       | 1-я Махачкала, от ул. Магомедтагирова до Шуринской ул.                                                       | 15.06.2000 г. — Краснодарская | Краснодар — город на Северном Кавказе М-А. А. Алиев — общественно-политический деятель, заслуженный агроном РД, начальник Объединения «Дагвино» | |
| Шамсулы Алиева, улица                          | 0,4       | от пр. Шамиля до ул. Абдулхакима Исмаилова                                                                   | до 1966 г. — Альбурикентская | Ш. Ф. Алиева — участник Великой Отечественной войны, Герой Советского Союза | |
| Алибекова, улица                               | 0,13      | от ул. Гагарина                                                                                              | до 25.12.2007 г. — 3-й тупик ул. Гагарина | С. Ю. Алибеков — заслуженный врач РФ и РД | |
| Аликберова, улица                              | 0,12      | от ул. Гагарина                                                                                              | до 24.04.2000 г. — 1-й тупик ул. Гагарина | Г. А. Аликберов — советский партийный деятель и учёный | |
| Алисултанова, улица                            | 0,30      | мкр. ДРКБ от Шуринской ул. до Шиназской ул.                                                                  | до 28.01.2016 г. — 2-я Детская | Алисултанова С. К. — Герой Советского Союза | в октябре 2016 г. присоединена бывшая Зернистая ул. |
| Алиярова, улица                                | ?         | п. Альбурикент                                                                                               | | | |
| Алхаматова, улица                              | ?         | п. Альбурикент                                                                                               | | А. А. Алхаматов — глава Хасавюртовского района | |
| Алычёвая улица                                 | ?         | пос. завода Сепараторов                                                                                      | | | |
| Амаева, улица                                  | 1,0       | от ул. Энергетиков до ул. Махровая                                                                           | 28.07.2022 г. — Торговая | Амаев, А. Д. — советский и российский физик-ядерщик | |
| Аминова, улица                                 | 0,36      | мкр. Ватан                                                                                                   | | М-З. А. Аминов — поэт, писатель | |
| Амирханова, улица                              | 1,50      | от ул. М. Гаджиева до ул. Магидова                                                                           | до 14.05.1997 г. — Маячная | Маячная — название было дано по Махачкалинскому маяку, расположенному на данной улице, Х. И. Амирханов — советский физик | |
| Ансалтинская улица                             | ?         | мкр. Дагнефть                                                                                                | | Ансалта — село в Ботлихском районе Дагестана | |
| Арбузная улица                                 | ?         | с/о Мелиоратор                                                                                               | | | |
| Арктическая улица                              | ?         | мкр. ОПХ | | | |
| Ароматная улица                                | ?         | с/о Искра | | | |
| Артиллерийская улица                           | 0,40      | 1-я Махачкала, от ул. М. Гаджиева до ул. Нурутдинова                                                         | до 25.10.1994 г. — Артиллерийская, до 15.05.1997 г. — Мурадова                                                                                   | | |
| Арухова, улица                                 | 0,55      | от ул. Г. Гаджиева до Вузовского озера                                                                       | до 13.09.2012 г. — Нефтеперегонная | Нефтеперегонная — название было дано по бывшему нефтеперегонному заводу «Красный пролетарий», по территории которого проходит улица, З. С. Арухов — российский государственный деятель                                                                                                  | |
| Асадулаева, улица                              | 0,3       | мкр. Эльтав                                                                                                  | до 28.11.2022 г. — Тросниковая улица | Д. Ю. Асадулаев — заслуженный артист РД | |
| Асиятилова, улица                              | 0,70      | Городок Нефтяников, от ул. Титова до ул. Ляхова                                                              | до 15.07.2015 г. — Чехова | А. П. Чехов — выдающийся русский писатель, драматург, Асиятилов, Суракат Хавалович — государственный и общественный деятель РД | |
| Аскерханова, улица                             | 0,83      | от ул. Абубакарова до ул. Ярагского                                                                          | до 17.07.1995 г. — Мира | Р. П. Аскерханов — хирург-кардиолог, доктор медицинских наук | |
| Астемирова, улица                              | 0,65      | от ул. Рустамова до ул. Салаватова                                                                           | до ? г. — Больничная | Б. А. Астемиров — кумыкский советский поэт, революционер | |
| Атаева А., улица                               | 0,61      | от ул. Г. Гаджиева                                                                                           | до 22.07.1981 г. — Автовокзальная | А-М. Г. Атаев — народный комиссар ВД, военный комиссар Дагестана | |
| Атаева Д., улица                               | 0,93      | Новый посёлок, от ул. Пржевальского до ул. 19-я линия                                                        | до 27.07.1967 г. — Инженерная | Джамалутдин Атаев — активный участник гражданкой войны, военный комиссар, зам. наркома труда и соц. Дагестана | |
| Ахлакова, улица                                | 0,27      | от ул. Даниялова до пр. Гамзатова                                                                            | до 28.04.1995 г. — Железнодорожная | И. И. Ахлаков — первый секретарь Чародинского райкома КПСС, заместитель министра сельского хозяйства | |
| Ахундова, улица                                | 1,0       | 4-й посёлок, от 3-й Талгинской ул. до ул. Ю.Акаева                                                           | до 27.07.1967 г. — 4-я Таркинская | М. Т. Ахундов — революционер, участник борьбы за установления советской власти в Дагестане | |
| Аэроплановая улица                             | 2,0       | мкр. Досааф                                                                                                  | | | |
| Б                                              |           | | | | |
| Бабаева, улица                                 | ?         | мкр. Ватан                                                                                                   | | | |
| Бабушкина, улица                               | 0,57      | 1-я Махачкала, от ул. Е. Эмина до ул. Рахматулаева                                                           | | И. В. Бабушкин — профессиональный революционер, большевик | |
| Багамадова, улица                              | 1,1       | 1-й посёлок                                                                                                  | до 05.11.1999 г. — 2-я Магистральная | М. А. Багамадов — участник борьбы с бандитизмом в Дагестане, героически погиб на боевом посту | |
| Багандова, улица                               | 0,80      | Кяхулай | до 28.01.1999 г. — Горная | Б. М. Багандов — профессор, доктор педагогических наук | |
| Баклажанная улица                              | ?         | с/о Мелиоратор                                                                                               | | | |
| Батырая, улица                                 | 2,4       | от ул. Толстого до пр. Гамидова                                                                              | до 12.07.1962 г. — Фабричная и 8 марта | О. Батырай — дагестанский поэт, лирик | |
| Батырмурзаева, улица                           | 1,3       | Городок Нефтяников, от ул. Г. Гаджиева до пр. Шамиля                                                         | до 26.11.1964 г. — Проектная | З. Н. Батырмурзаев — революционный деятель начала XX века, поэт, публицист | |
| Бахметьева, улица                              | 0,34      | Городок Нефтяников, от ул. Мичурина до ул. Дзержинского                                                      | | В. М. Бахметьев — русский советский прозаик, публицист | |
| Башкирская улица                               | ?         | мкр. Дагнефть                                                                                                | | Башкирия — республика в составе РФ | |
| Бейбулатова, улица                             | 1,0       | посёлок Энергетиков, Юго-Западная промзона, от пр. Петра I до ул. Азизова                                    | ? г. — Химшоссе | Химшоссе — название дано по Заводу стекловолокна, к которому вело шоссе, И. А. Бейбулатов — участник Великой Отечественной войны, Герой Советского Союза | |
| Белинского, улица                              | 0,25      | от ул. Коркмасова до ул. Батырая                                                                             | | В. Г. Белинский — русский мыслитель, писатель | единственная пешеходная улица в городе |
| Берёзовая улица                                | ?         | пос. завода Сепараторов                                                                                      | | | |
| Бетонная улица                                 | ?         | мкр. Дагнефть                                                                                                | | | |
| Библиотечная улица                             | 0,20      | Альбурикент                                                                                                  | | | |
| Библиотечная 2-я улица                         | ?         | Альбурикент                                                                                                  | | | |
| Богатырева, улица                              | 1,30      | от ул. А. Алиева до ул. Ярагского                                                                            | до 27.07.1967 г. — Садовая | А. Богатырев — революционер, участник борьбы за установления советской власти в Дагестане | |
| Болотная улица                                 | ?         | с/о Мелиоратор                                                                                               | | | |
| Больничная 1-я улица                           | ?         | мкр ДРКБ | | | |
| Больничная 2-я улица                           | ?         | мкр ДРКБ | | | |
| Больничная 3-я улица                           | ?         | мкр ДРКБ | | | |
| Больничная 4-я улица                           | ?         | мкр ДРКБ | | | |
| Ботаническая улица                             | ?         | с/о Мелиоратор                                                                                               | | | |
| Братская улица                                 | ?         | мкр. ОПХ | | | |
| Буганова, улица                                | 0,90      | от ул. Магомедтагирова                                                                                       | до 28.04.1995 г. — Озерная | Г. О. Буганов — участник Великой Отечественной войны, Герой Советского Союза | |
| Бугленская улица                               | ?         | Степной пос.                                                                                                 | | Буглен — село в Буйнакском районе Дагестана | |
| Буйнакского, улица                             | 1,30      | от ул. Горького до ул. Орджоникидзе                                                                          | до 08.04.1920 г. — Барятинская | А. В. Барятинский — Генерал-фельдмаршал, наместник императора на Кавказе, У. Д. Буйнакский — революционный деятель Дагестана начала XX века | до середины XX века — главная улица города |
| Булатова, улица                                | 0,70      | 5-й посёлок, от 2-й ул. Добролюбова до пр. Шамиля                                                            | до 22.07.1982 г. — Хасавюртовская, до 6.3.2000 г. — Гражданкина                                                                                  | Хасавюрт — город в Дагестане, В. И. Гражданкин — участник Великой Отечественной войны, Герой Советского Союза, К. Булатов — зам. прокурора РД, погиб в результате теракта в 1999 году                                                                                                   | Решением исполкома Махачкалинского горсовета народных депутатов в 1982 году Хасавюртовская улица была переименована в улицу Гражданкина, но официально данное название нигде не использовалось.                                                                                                |
| Булача, улица                                  | 2,60      | Степной посёлок, от пр. Петра I до пр. Шамиля                                                                | до 20.07.2006 г. — Степное шоссе | Хаджи Омарович Булач — учёный, офтальмолог, заслуженный врач РД | |
| Бытовая улица                                  |           | мкр. Адам Интернейшнл                                                                                        | | | |
| В                                              |           | | | | |
| Вагонная 5-я, улица                            | 0,4       | с/о Вагонник                                                                                                 | до 2010 года — Гагарина | Гагарин, Юрий Алексеевич — космонавт | |
| Ванашимахинская улица                          | ?         | Степной пос.                                                                                                 | | Ванашимахи — село в Сергокалинском районе Дагестана | |
| Ватутина, улица                                | 0,23      | 1-я Махачкала, от ул. Матросова до ул. А. Невского                                                           | | Н. Ф. Ватутин — советский военачальник, генерал армии, Герой Советского Союза | |
| Венгерских бойцов, улица                       | 0,4       | мкр. Турали                                                                                                  | | | |
| Вертикальная улица                             |           | Н. Тарки | | | |
| Вертолётная улица                              | 0,4       | мкр. Досааф                                                                                                  | | | |
| Верхняя улица                                  |           | Н. Тарки | | | |
| Ветеранов, улица                               | ?         | с/о Мелиоратор                                                                                               | | | |
| Ветеранская 1-я улица                          |           | мкр Ветеран                                                                                                  | | | |
| Ветеранская 2-я улица                          |           | мкр Ветеран                                                                                                  | | | |
| Ветеранская 3-я улица                          |           | мкр Ветеран                                                                                                  | | | |
| Ветеранская 4-я улица                          |           | мкр Ветеран                                                                                                  | | | |
| Ветеранская 5-я улица                          |           | мкр Ветеран                                                                                                  | | | |
| Ветеранская 6-я улица                          |           | мкр Ветеран                                                                                                  | | | |
| Ветеранская 7-я улица                          |           | мкр Ветеран                                                                                                  | | | |
| Ветеранская 8-я улица                          |           | мкр Ветеран                                                                                                  | | | |
| Ветеранская 9-я улица                          |           | мкр Ветеран                                                                                                  | | | |
| Ветеранская 10-я улица                         |           | мкр Ветеран                                                                                                  | | | |
| Ветеранская 11-я улица                         |           | мкр Ветеран                                                                                                  | | | |
| Ветеранская 12-я улица                         |           | мкр Ветеран                                                                                                  | | | |
| Ветеранская 13-я улица                         |           | мкр Ветеран                                                                                                  | | | |
| Ветеранская 14-я улица                         |           | мкр Ветеран                                                                                                  | | | |
| Ветеранская 15-я улица                         |           | мкр Ветеран                                                                                                  | | | |
| Ветеранская 16-я улица                         |           | мкр Ветеран                                                                                                  | | | |
| Ветеранская 17-я улица                         |           | мкр Ветеран                                                                                                  | | | |
| Ветеранская 18-я улица                         |           | мкр Ветеран                                                                                                  | | | |
| Взлётная улица                                 | 1,5       | мкр. Досааф                                                                                                  | | | |
| Виноградная улица                              | ?         | пос. завода Сепараторов                                                                                      | | | |
| Виноградная улица                              | ?         | с/о Домостроитель                                                                                            | | | |
| Виноградная улица                              | ?         | с/о Мелиоратор                                                                                               | | | |
| Вишнёвая улица                                 | ?         | пос. завода Сепараторов                                                                                      | | | |
| Вишнёвая улица                                 | ?         | мкр. Авангард                                                                                                | | | |
| Воинов-Интернационалистов, улица               | 0,30      | Сепараторный пос., до ул. Хуршилова                                                                          | до 14.06.1990 г. — 7-я Магистральная | Воины-интернационалисты — военнослужащие, сотрудники органов внутренних дел, принимавшие участие в вооружённых конфликтах на территории иностранных государств | |
| Воровского, улица                              | 0,13      | Городок Нефтяников, от ул. Титова до ул. Асиятилова                                                          | | В. В. Воровский — российский революционер | |
| Восточная улица                                | 0,43      | 1-я Махачкала, от Дагестанской ул. до ул. Е. Эмина                                                           | | | |
| Времена года, улица                            |           | ? | | | |
| Вузовская улица                                | 0,35      | Таксопарк, от Нефтеперегонной ул. до ул. Буганова                                                            | | название дано по Вузовскому озеру, в районе которого расположена улица | |
| Вьюжная улица                                  |           | мкр. Адам Интернейшнл                                                                                        | | | |
| Высотная улица                                 |           | Н. Тарки | | | |
| Г                                              |           | | | | |
| Габиева, улица                                 | 0,50      | 1-я Махачкала, от Дагестанской до Спортивной ул.                                                             | 24.12.1986 г. — Поселковая | С. И. Габиев — лакский писатель | |
| Габитова, улица                                |           | | | Габитов — подполковник МВД | |
| Гагарина, улица                                | 3,40      | | до 13.04.1961 г. — Промысловая и Ломоносова | Ю. А. Гагарин — лётчик-космонавт, первый человек в мире, совершивший полёт в космическое пространство | Улица образована в 1961 году путём объединения улиц Промысловой и Ломоносова в единую магистраль. Позже от улицы были отделены участки: между Буйнакским шоссе и ул. Чернышевского — назван ул. Энгельса; между ул. Чернышевского и ул. Ярагского — ул. Азиза Алиева.                          |
| Гаджиева А., улица                             | 1,0       | от 2-й Шоссейной ул. до ул. Махмуда                                                                          | 27.11.1998 г. — Виноградная | А. Г. Гаджиев — председатель Госплана ДАССР, заместитель председателя Совета министров ДАССР | |
| Гаджиева Г., улица                             | 1,60      | от ул. М. Гаджиева до Троллейбусного кольца                                                                  | до 22.09.2011 г. — пр. Акушинского | Г. А. Гаджиев — генерал-майор, Герой Российской Федерации | |
| Гаджиева М., улица                             | 4,10      | от пл. Ленина до ул. Магомедтагирова                                                                         | до 17.02.1938 г. — Шоссейная, до 2.12.1942 г. — Вузовская                                                                                        | Вузовская — название дано по располагавшемуся на улице Сельскохозяйственному институту, М. И. Гаджиев — командир дивизиона подводных лодок, Герой Советского Союза | |
| Гаджиева Х., улица                             | 1,2       | мкр. Караман-7                                                                                               | | Гаджиев Х. Э. — советский и российский дагестанский учёный | |
| Гаджимагомедова, улица                         | 0,9       | от пр. Насрутдинова до новой Каспийской трассы                                                               | до 28.04.2022 г. — Джигитская | Гаджимагомедов Н. Э. — российский военнослужащий, Герой Российской Федерации | |
| Гази-Омарова, улица                            | 0,80      | 1-я Махачкала, от ул. Магомедтагирова до ул. А. Невского                                                     | до 18.12.1985 г. — Карла Маркса | Г. Омаров — герой гражданской войны, активный участник ВОВ | |
| Газовая улица                                  | ?         | мкр. Новый Город                                                                                             | | | |
| Газопроводная улица                            | ?         | пос. завода Сепараторов                                                                                      | | | |
| Гайдара, улица                                 | 0,78      | 5-й посёлок, от ул. З. Космодемьянской до пр. Шамиля                                                         | | А. П. Гайдар — советский детский писатель | |
| Гальченко, улица                               | 0,72      | 5-й посёлок, от ул. З. Космодемьянской до пр. Шамиля                                                         | до 17.02.1987 г. — Избербашская | Избербаш — город в Дагестане, Л. А. Гальченко — участник Великой Отечественной войны, Герой Советского Союза | |
| Гамзат-Бека, улица                             | ?         | | | Гамзат-Бек — ? | |
| Гамзата Цадаса, улица                          | 1,00      | от ул. Пушкина до ул. Николаева                                                                              | до 1964 г. — Мопровская | МОПР — коммунистическая благотворительная организация, созданная по решению Коминтерна в качестве коммунистического аналога Красному Кресту, Г. Цадаса — аварский советский поэт | де факто включает в себя ул. Шевченко |
| Гамзатова, улица                               | 1,00      | Ватан | | М. Ю. Гамзатова — участник Великой Отечественной войны, Герой Советского Союза | |
| Гамринского, улица                             | 0,25      | Городок Нефтяников от ул. Титова до ул. Танкаева                                                             | до 29.06.2000 г. — Ростовская | Ростов-на-Дону — город на Северном Кавказе, Гамринский А. Г. — участник ВОВ, общественный политический деятель | |
| Ганапиева, улица                               | ?         | мкр. Ипподром                                                                                                | | Ганапиев Габиб Магадович — лауреат Государственной премии СССР, заслуженный строитель ДАССР | |
| Гапцахская улица                               | 0,5       | мкр Г-1 | | Гапцах — село в Магарамкентском районе Дагестана | |
| Гаргацова, улица                               | ?         | мкр. Акгёль                                                                                                  | до 2023 г. - Акгёльная 6-я | Гаргацов Гасан Амсарович — погибший участник агрессии против Украины | |
| Гасанова, улица                                | 0,20      | от ул. Агабабова до ул. Тихонова                                                                             | до 27.05.1980 г. — Театральная | Театральная — название было дано по Русскому музыкально-драматическому театру, здание которого находилось на этой улице, Г. А. Гасанов — советский композитор, Заслуженный деятель искусств                                                                                             | |
| Гафурова, улица                                | 0,24      | 4-й посёлок, от ул. Омарова до ул. Ахундова                                                                  | до 30.12.1975 г. — 4-я Родниковая | А. Г. Гафуров — лакский поэт | |
| Гвоздёва, улица                                |           | мкр. УЗК | до 30.09.2016 г. — Железобетонная | Е. А. Гвоздёв — российский путешественник и мореплаватель | |
| Геджухская улица                               | ?         | Степной пос.                                                                                                 | | Геджух — село в Дербентском районе Дагестана | |
| Героев Дагестана, улица                        | 2,09      | от Радужной ул. до ул. Даганова                                                                              | | | |
| Герцена, улица                                 | 0,24      | от ул. Гасанова до ул. Тихонова                                                                              | до 1923 г. — Грязная, до 17.02.1938 г. — Окунева                                                                                                 | А. И. Герцен — русский публицист, писатель, философ | |
| Гоголева, улица                                | 0,50      | 1-я Махачкала от Спортивной ул. до ул. Каммаева                                                              | до 1967 г. — Южная | Гоголев Емельян Георгиевич — революционный деятель нач. XX века | |
| Гоголя, улица                                  | 1,0       | Городок Нефтяников, от ул. Чехова до ул. Асиятилова                                                          | до 5.09.2017 г. — Шихсаидова, до 19.10.1999 г. — Гоголя                                                                                          | Н. В. Гоголь — русский прозаик, драматург, поэт, критик, публицист, Ш. И. Шихсаидов — экс-директор ДИИ сельского хозяйства и РАСМ общественный государственный деятель, брат бывшего председателя правительства РД Х. И. Шихсаидова                                                     | |
| Горная улица                                   | ?         | пос. завода Сепараторов                                                                                      | | | |
| Горзеленхозная 1-я улица                       | ?         | мкр Горзеленхоз                                                                                              | | | |
| Горзеленхозная 2-я улица                       | ?         | мкр Горзеленхоз                                                                                              | | | |
| Горзеленхозная 3-я улица                       | ?         | мкр Горзеленхоз                                                                                              | | | |
| Городская улица                                |           | Н. Тарки | | | |
| Горького, улица                                | 1,5       | от пр-та Ленина до ул. Богатырева                                                                            | до 17.02.1938 г. — Бассейная | М. Горький — русский писатель, прозаик, драматург | В 2023 году исторический участок улицы от ул. Буйнакского до пр-та Ленина переименован в улицу Магомедова |
| Графитовая улица                               | ?         | мкр. Новый Город                                                                                             | | | |
| Грибная улица                                  |           | Н. Тарки | | | |
| Грибоедова, улица                              | 0,30      | 1-я Махачкала от ул. М. Гаджиева до ул. Нурутдинова                                                          | | А. С. Грибоедов — русский дипломат, поэт, драматург | |
| Громова, улица                                 | 1,0       | 1-я Махачкала от ул. Б. Хмельницкого                                                                         | | М. М. Громов — советский лётчик | |
| Грунтовая улица                                |           | Н. Тарки | | | |
| Грушевая улица                                 | ?         | пос. завода Сепараторов                                                                                      | | | |
| Грязелечебная улица                            | ?         | Редукторный пос.                                                                                             | | | |
| Губденская улица                               | 0,5       | мкр Г-1 | | Губден — село в Карабудахкентском районе Дагестана | |
| Гусаева, улица                                 | 0,24      | от ул. Даниялова до ул. М. Гаджиева                                                                          | до 1965 г. — Республиканская, до 1981 г. — Батумская, до 2000 г. — Даниялова, до 6.6.2011 г. — Батумская                                         | Батуми — город в Грузии, А. Д. Даниялов — советский и дагестанский политический и партийный деятель, М. М. Гусаев — российский государственный деятель | в 2000 году название улица им. Даниялова было перенесено на соседнюю улицу им. Маркова |
| Гусейнова, улица                               | 0,50      | 5-й посёлок от ул. Ю. Акаева до пр. Шамиля                                                                   | до 12.02.1998 г. — Октябрьская | Г. Н. Гусейнов — советский философ, общественный деятель, доктор философских наук, академик АН Азербайджанской ССР | |
| Д                                              |           | | | | |
| Даганова, улица                                | 0,70      | мкр. Учхоз, от ул. Пржевальского                                                                             | до 20.11.2014 г. — Учхозная | Даганов А. Г. — народный поэт Дагестана | |
| Дагестанская улица                             | 0,55      | 1-я Махачкала, от ул. А. Невского до ул. Каммаева                                                            | до 13.06.1974 г. — Орджоникидзе | Дагестан — республика в составе Российской Федерации | |
| Гамида Далгата, улица                          | 0,70      | от ул. Котрова до ул. Рустамова                                                                              | до 17.2.1938 г. — Пионерский переулок, до 27.07.1967 г. — Пионерская                                                                             | Всесоюзная пионерская организация имени В. И. Ленина — массовая детская коммунистическая организация в СССР, Г. Далгат — революционер, участник борьбы за установления советской власти в Дагестане                                                                                     | |
| Джамала Далгата, улица                         | 0,80      | 1-я Махачкала, от ул. Етима Эмина до ул. Керимова                                                            | до 25.10.1994 г. — Стахановская | Стахановское движение — массовое движение последователей А. Г. Стаханова в СССР, новаторов социалистического производства, Д. Э. Далгат — советский дирижёр, переводчик либретто | |
| Дженет Далгата, улица                          | 0,20      | 4-й посёлок от ул. Ахундова до ул. Омарова                                                                   | до 25.10.1994 г. — 2-я Родниковая | Д. М. Далгат — дагестанский композитор и музыкант | |
| Магомеда Далгата, улица                        | 0,90      | Новый посёлок от ул. 19-я линия до ул. Пржевальского                                                         | до 27.07.1967 г. — Сапёрная | М. Далгат — революционер, участник борьбы за установления советской власти в Дагестане, председатель ДагЦИКа | |
| Дальняя улица                                  | ?         | мкр. Новый Город                                                                                             | | | |
| Даниялова, улица                               | 2,0       | от пл. Коминтерна до Жирзавода                                                                               | до ? г. — Привольная, до 1922 г. — Садовая, до 4.11.1998 г. — Маркова, до 07.03.2000 г. — Насрутдинова                                           | С. Д. Марков — революционный деятель начала XX века, И. Насрутдинов — председатель колхоза, отец бывшего министра сельского хозяйства РД У. И. Насрутдинова, А. Д. Даниялов — советский и дагестанский государственный и партийный деятель                                              | |
| Дахадаева, улица                               | 2,20      | от Буйнакского до пр. Шамиля                                                                                 | до 1921 г. — Армянская | Армянская — название было дано по армянской церкви Погос-Петрос располагавшейся на углу с улицей Оскара, М. Дахадаев — революционный деятель Дагестана начала XX века | в 1938 году присоединен участок бывшей Кяхулаевской ул. |
| Дачная улица                                   |           | 1) п. г. т. Старый Кяхулай, от Землеустроительной ул. 2) Махачкала, между пр. И. Шамиля и ул. Гагарина       | | | |
| Джамбулатова, улица                            | 0,40      | от А. Абубакара до ул. Гаджиева                                                                              | до 30.11.2010 г. — Пархоменко | М. М. Джамбулатов — академик, бывший ректор ДГСХА | переименована часть улицы |
| Дежнёва, улица                                 | 0,34      | 1-я Махачкала, от ул. А. Невского до Спортивной ул.                                                          | до 12.06.1953 г. — Декабристов | С. И. Дежнёв — выдающийся русский мореход, землепроходец, путешественник, исследователь Северной и Восточной Сибири | |
| Декабристов, улица                             | 0,22      | 5-й посёлок, от ул. Гагарина до пр. Шамиля                                                                   | | Декабристы — участники российского дворянского оппозиционного движения | |
| Декоративная улица                             | ?         | 5-й посёлок                                                                                                  | | | |
| Детская 1-я улица                              | ?         | мкр ДРКБ | | | |
| Дзержинского, улица                            | 1,0       | от ул. М. Гаджиева до ул. Лермонтова                                                                         | | Ф. Э. Дзержинский — революционер, советский государственный деятель, основатель ВЧК | |
| Добролюбова, улица                             | 0,5       | 5-й посёлок, от ул. О. Чохского                                                                              | | Н. А. Добролюбов — русский литературный критик, публицист, революционный демократ | |
| Достоевского, улица                            | 0,53      | 5-й посёлок, от ул. Ю. Акаева до пр. Шамиля                                                                  | | Ф. М. Достоевский — русский писатель и мыслитель | ошибочно на картах подписана как ул. Аскар-Сарыджи |
| Дорожная улица                                 | ?         | мкр. Связист                                                                                                 | | | |
| Дружбы, улица                                  |           | Н. Тарки | | | |
| Дубинина, улица                                | 0,30      | 1-я Махачкала, от ул. Нурутдинова до Кумторкалинской ул.                                                     | | В. Н. Дубинин — участник Великой Отечественной войны, пионер-герой | |
| Дубовая улица                                  | ?         | пос. завода Сепараторов                                                                                      | | | |
| Е                                              |           | | | | |
| Еловая улица                                   |           | Н. Тарки | | | |
| Ермошкина, улица                               | 1,2       | от ул. Дахадаева до ул. Батырая                                                                              | до 17.02.1938 г. — Степная | Н. Г. Ермошкин — революционер, участник борьбы за установления советской власти в Дагестане | |
| Етима Эмина, улица                             | 0,76      | 1-я Махачкала, от ул. Магомедтагирова до ул. Фрунзе                                                          | до 26.11.1966 г. — Вагонная | Етим Эмин — лезгинский поэт | |
| Ж                                              |           | | | | |
| Железнодорожная улица                          |           | мкр. Фрегат                                                                                                  | | | |
| Живописная улица                               |           | Н. Тарки | | | |
| Жукова, улица                                  | 0,23      | 1-я Махачкала, от ул. М. Гаджиева                                                                            | до 25.02.1981 г. — Строительная | Г. К. Жуков — советский военачальник, Маршал Советского Союза | |
| Журавлёва, улица                               | 0,15      | 1-я Махачкала, от ул. М. Гаджиева до ул. А. Абубакара                                                        | | А. Ю. Журавлёв — командир инженерно-сапёрной роты 531-го отдельного инженерно-сапёрного батальона 136-й отдельной гвардейской мотострелковой бригады Северо-Кавказского военного округа, капитан. Герой Российской Федерации.                                                           | в 1998 году безымянный проезд вблизи места гибели Героя, был назван улицей Журавлева |
| Журавлинная улица                              | ?         | мкр. ОПХ | | | |
| З                                              |           | | | | |
| Загирова, улица                                | 0,2       | 5-й Посёлок от пр. Шамиля до ул. Красина                                                                     | до 25.11.2021 г. — Просёлочная | Загиров З. Г. — участник ВОВ | |
| Загородная улица                               | 0,48      | 1-я Махачкала, от Спортивной ул. до ул. Дежнёва                                                              | до 24.10.1957 г. — Покрышкина | | |
| Залибекова, улица                              |           | п. Тарки | | Магомед Залибеков — ? | |
| Заманова, улица                                | 1,50      | от ул. Гусаева до ул. Магидова                                                                               | до ? г. — Нагорная, до 28.4.1995 г. — Краснофлотская                                                                                             | Красный Флот — один из видов советских вооружённых сил, Х. Д. Заманов — полковник, участник ВОВ | |
| Заморская улица                                | 0,5       | мкр Г-1, от пр-та Насрутдинова                                                                               | | | |
| Захарова, улица                                | 0,45      | мкр. Влага, от Московской до Влажной ул.                                                                     | до 2017 г. — 5-я Влажная | Захаров — ? | |
| Захарочкина, улица                             | 0,45      | от ул. Салаватова до ул. Лермонтова                                                                          | до 1967 г. — Коммунальная | З. С. Захарочкин — революционер, участник борьбы за установления советской власти в Дагестане, председатель Порт-Петровского исполкома | |
| Звёздная улица                                 | ?         | с/о Мелиоратор                                                                                               | | | |
| Звездопадная 1-я улица                         | ?         | мкр. Пальмира                                                                                                | | | |
| Звездопадная 2-я улица                         | ?         | мкр. Пальмира                                                                                                | | | |
| Звездопадная 3-я улица                         | ?         | мкр. Пальмира                                                                                                | | | |
| Звездопадная 3-я улица                         | ?         | мкр. Пальмира                                                                                                | | | |
| Звездопадная 5-я улица                         | ?         | мкр. Пальмира                                                                                                | | | |
| Звездопадная 6-я улица                         | ?         | мкр. Пальмира                                                                                                | | | |
| Зелёная улица                                  | 0,1       | с/о Мелиоратор                                                                                               | | | |
| Зелёная улица                                  | ?         | с/о Монтажник                                                                                                | | | |
| Земляничная улица                              | ?         | с/о Монтажник                                                                                                | | | |
| Зои Космодемьянской, улица                     | 1,5       | 5-й посёлок от ул. Тюленина до Декоративной ул.                                                              | | З. А. Космодемьянская — партизанка | |
| Знаменская улица                               | 0,9       | мкр. Эльтав                                                                                                  | | | |
| И                                              |           | | | | |
| Ибрагимова, улица                              | 0,70      | п. Кяхулай от ул. Ярагского                                                                                  | до 14.4.2017 г. — 1-я Шоссейная и 2-я Шоссейная                                                                                                  | Магомед Ибрагимов — ? | |
| Ибрагимовой М. И., улица                       | 0,30      | Сепараторный посёлок, от пр. Акушинского                                                                     | до 25.04.2012 г. — 3-я линия | М. И. Ибрагимова — лакская народная поэтесса и писательница | |
| Ибрагимовой Э. И., улица                       | ?         | Ленинский район                                                                                              | | Ибрагимова Эльза Имамеддиновна — народная артистка Дагестана и Азербайджана | |
| Ивана Ярыгина, улица                           | 0,40      | от ул. Гагарина до пр. Шамиля                                                                                | до 20.01.1998 г. — 3-й тупик ул. Гагарина | И. С. Ярыгин — советский борец вольного стиля | |
| Изумрудная улица                               | 1,3       | мкр. Пальмира                                                                                                | | | |
| Интернациональная улица                        | ?         | с/о Пластик                                                                                                  | | | |
| Ипподромная 1-я улица                          | ?         | мкр. Ипподром                                                                                                | | | |
| Ипподромная 3-я улица                          | ?         | мкр. Ипподром                                                                                                | | | |
| Ипподромная 4-я улица                          | ?         | мкр. Ипподром                                                                                                | | | |
| Ирчи Казака, улица                             | 3,0       | от ул. Дахадаева до пр. Шамиля                                                                               | до 26.11.1966 г. — Нефтяная | Ирчи Казак — классик дагестанской литературы, кумыкский поэт | |
| Исмаилова Абдулхакима, улица                   | 2,40      | мкр. Узбекистан, от пр. Акушинского до ул. Абубакарова                                                       | до 1961 г. — Промысловая, до 1970 г. — Гагарина, до 1977 г. — Ташкентская, до 2015 г. — Энгельса                                                 | Ф. Энгельс — немецкий философ, один из основоположников марксизма, А. И. Исмаилов — участник советско-финской и Великой Отечественной войн, Герой Российской Федерации. | |
| Исмаилова, улица                               | 0,20      | от Спортивной ул.                                                                                            | до 1967 г. — Внутриквартальная | Абдурахман Исмаилов — революционер, участник борьбы за установления советской власти в Дагестане | |
| К                                              |           | | | | |
| Кавалеров Ордена Славы, улица                  | 0,55      | мкр. Пальмира, параллельно Полярной ул.                                                                      | | | |
| Кадарская улица                                | 0,5       | мкр Г-1 | | Кадар — село в Буйнакском районе Дагестана | |
| Кадиева, улица                                 | 0,55      | 1-я Махачкала, от ул. Магомедтагирова до ул. Матросова                                                       | до 8.4.1997 г. — Депутатская, 29.06.2000 г. — Магидова                                                                                           | А. С. Кадиев — политический деятель, председатель Махачкалинского городского совета народных депутатов | |
| Ахмата-Хаджи Кадырова, улица                   | 1,50      | от ул. Абубакарова до ул. Батырая                                                                            | до 1924 г. — Персидская, до 20.04.2017 г. — Котрова                                                                                              | И. А. Котров — революционер, участник борьбы за установления советской власти в Дагестане, А. А. Кадыров — чеченский религиозный и государственный деятель | название было перенесено с бывшей улицы Кадырова, ныне Мирзабекова |
| Казанцева, улица                               | ?         | Кировский р-он                                                                                               | | Казанцев, В. Г. — советский и российский военачальник, государственный деятель | |
| Казиханова, улица                              | 0,10      | от ул. Гагарина                                                                                              | до 29.05.2007 г. — 2-й тупик ул. Гагарина | Казиханов Тамерлан Алиевич — журналист, руководитель пресс-службы Северо-Кавказского центра по борьбе с терроризмом Главного управления МВД РФ по Южному федеральному округу | |
| Камалова, улица                                | 0,70      | 1-я Махачкала, от ул. Громова до пер. Никулина                                                               | до 7.4.1977 г. — Энгельса до 19.11.1992 г. — Транспортная                                                                                        | Камалов Гасангусейн Магомедович — участник ВОВ, участник итальянского сопротивления, Герой Италии | |
| Каммаева, улица                                | 1,20      | 1-я Махачкала, от ул. Магомедтагирова до Сулакского поста ГАИ                                                | до 14.10.2003 г. — шоссе Аэропорта | шоссе Аэропорта — название дано по бывшему аэропорту ДОСААФ к которому вело шоссе, А. О. Каммаев — заместитель председателя Народного собрания Республики Дагестан | |
| Камышёвая улица                                | ?         | с/о Мелиоратор                                                                                               | | | |
| Капиева, улица                                 | 0,34      | от пл. Ленина до ул. Тихонова                                                                                | до 17.02.1938 г. — Артиллерийский переулок, до 11.03.1954 г. — Осоавиахимовская                                                                  | Осоавиахим — общественно-политическая оборонная организация, предшественник ДОСААФ, Э. М. Капиев — дагестанский советский писатель, прозаик | |
| Карабудагова, улица                            | 0,70      | от ул. Ш. Алиева до ул. Горького                                                                             | до 1976 г. — Совхозная | Совхоз — государственное сельскохозяйственное предприятие в СССР, Муса Карабудагов — революционер, участник борьбы за установления советской власти в Дагестане | |
| Кара Караева, улица                            | 0,45      | 1-я Махачкала, от ул. Магомедтагирова до ул. Громова                                                         | до 13.06.1974 г. — Калинина | К. Р. Караев — герой Гражданской и Великой Отечественной войны | |
| Каратинская улица                              | 0,52      | с/о Наука | | с.Карата — административный центр МО Ахвахского района | |
| Карахского, улица                              | 0,50      | 1-я Махачкала, от ул. Тахтарова до ул. А.Алиева                                                              | до 24.10.1957 г. — Мересьева, до 24.04.2000 г. — Трудовая                                                                                        | М-К. Д. Карахский — общественно-политический и государственный деятель, председатель национального комитета РД и член ДагЦИКа | |
| Каримова, улица                                |           | | | Каримов Р. А. — ? | |
| Каштановая улица                               | ?         | пос. завода Сепараторов                                                                                      | | | |
| Кедровая улица                                 | ?         | пос. завода Сепараторов                                                                                      | | | |
| Керимова, улица                                | 0,80      | 1-я Махачкала, от ул. Л. Чайкиной до ул. Громова                                                             | до 25.04.1994 г. — Авиационная | С. А. Керимов — композитор, народный артист ДагАССР, заслуженный деятель искусств РСФСР | |
| Керченская улица                               | ?         | мкр. ВПЧ | | Керчь — город в Крыму | |
| Кизиловая улица                                | ?         | пос. завода Сепараторов                                                                                      | | | |
| Кирпичная улица                                |           | мкр. Адам Интернейшнл                                                                                        | | | |
| Клубничная улица                               | ?         | с/о Мелиоратор                                                                                               | | | |
| Колосная улица                                 |           | мкр. Урожай                                                                                                  | | | |
| Колхозная улица                                | ?         | мкр. Животноводов                                                                                            | | | |
| Колышкина, улица                               | 0,40      | 1-я Махачкала, от ул. Етима Эмина до ул. Кадиева                                                             | | Колышкин Михаил Михаилович — революционер, участник борьбы за установления советской власти в Дагестане | |
| Комарова, улица                                | 0,90      | 1-я Махачкала, от ул. Чайковского                                                                            | до ? г. — Привокзальная, до 1974 г. — Кирова, до 21.03.1985 г. — Ахмедхана Султана                                                               | В. М. Комаров — лётчик-космонавт, дважды Герой Советского Союза | |
| Коминтерна, улица                              | 0,20      | от ул. Заманова                                                                                              | до 31.08.1949 г. — Провиантская | Коминтерн — международная организация, объединявшая коммунистические партии различных стран в 1919—1943 годах | |
| Коптильная 1-я улица                           | ?         | мкр. Турали                                                                                                  | | | |
| Коптильная 2-я улица                           | ?         | мкр. Турали                                                                                                  | | | |
| Коптильная 3-я улица                           | ?         | мкр. Турали                                                                                                  | | | |
| Коптильная 4-я улица                           | ?         | мкр. Турали                                                                                                  | | | |
| Кор, улица                                     | ?         | с/о Локомотив                                                                                                | | название дано по расположению вблизи канала имени Октябрьской революции (КОР) | |
| Коркмасова, улица                              | 2,20      | от пер. Умаханова до ул. Батырая                                                                             | до 17.03.1938 г. — Бондарная, до 5.12.1996 г. — Советская                                                                                        | Д. А. Коркмасов — революционер, государственный деятель | |
| Кородинская улица                              | 0,5       | мкр Г-1 | | Корода — село в Гунибском районе Дагестана | |
| Короткая улица                                 | 0,2       | мкр. Эльтав                                                                                                  | | | |
| Космическая улица                              | ?         | мкр. ОПХ | | | |
| Крамского, улица                               | 0,70      | 5-й посёлок, от ул. З. Космодемьянской до ул. Менделеева                                                     | | И. Н. Крамской — русский живописец и рисовальщик | |
| Красина, улица                                 | 0,17      | 5-й посёлок, от Посёлочной ул. до пр. Шамиля                                                                 | | Л. Б. Красин — советский государственный и партийный деятель | |
| Красная улица                                  |           | мкр. Турист                                                                                                  | | | |
| Круизная улица                                 |           | мкр. Турист                                                                                                  | | | |
| Крупской, улица                                | 0,40      | 1-я Махачкала, до ул. Кутузова                                                                               | | Н. К. Крупская — российский революционер, советский партийный, общественный и культурный деятель | |
| Крылатая улица                                 | 0,4       | мкр. Досааф                                                                                                  | | | |
| Крылова, улица                                 | 0,50      | от пр. Гамидова до завода Дагэлектромаш                                                                      | | И. А. Крылов — русский поэт, баснописец | |
| Крымская весна улица                           | ?         | мкр. ВПЧ | | Улица названа в память о аннексии Крыма Россией | |
| Кузнецкая улица                                | ?         | мкр. Дагнефть                                                                                                | | | |
| Кулиева, улица                                 | 1,10      | мкр. Ватан                                                                                                   | | С. Р. Кулиев — Герой соц. Труда, общественный деятель | |
| Кумторкалинская улица                          | 0,40      | 1-я Махачкала, от ул. М. Гаджиева до ул. Хутинаева                                                           | до 11.11.1998 г. — Карьерная | Кумторкала — бывшее село в Кумторкалинском районе, разрушено землетрясением в 1970 году | |
| Кундухова, улица                               | 0,50      | 1-я Махачкала, от ул. Каммаева до Спортивной ул.                                                             | до 1967 г. — Межквартальная | М. А. Кундухов — революционный деятель начала XX века, народный комиссар продовольствия Дагестанской АССР | |
| Курачева, улица                                | 0,20      | Городок Нефтяников, от ул. Шихсаидова                                                                        | до 10.06.1993 г. — 1-й проезд Гоголя | М. М. Курачев — заслуженный работник культуры и народный артист ДАССР и РФ | |
| Курбанова, улица                               | 0,60      | от ул. Малыгина до ул. Батырая                                                                               | до 22.12.2011 г. — Леваневского | Г. М. Курбанов — российский государственный деятель | |
| Кутузова, улица                                | 0,50      | 1-я Махачкала, от ул. Громова до ул. Чапаева                                                                 | до 31.08.1949 г. — Шевченко | М. И. Кутузов — генерал-фельдмаршал, главнокомандующий русской армией во время Отечественной войны 1812 года | |
| Л                                              |           | | | | |
| Лазо, улица                                    | 0,80      | от ул. Салихова до ул. Пархоменко                                                                            | | С. Г. Лазо — русский революционер, один из советских руководителей в Сибири и на Дальнем Востоке | |
| Лазурная улица                                 | ?         | мкр. Лазурный берег                                                                                          | | | |
| Лаптиева, улица                                | 2,40      | Редукторный посёлок                                                                                          | до 30.01.1964 г. — Редукторная | Степан Петрович Лаптиев — добровольный дружинник | |
| Леваневского, улица                            | 0,40      | от ул. Пушкина до пр. Гамзатова                                                                              | до 14.08.1921 г. — Новобазарный переулок, до 17.02.1938 г. — Онанова                                                                             | С. А. Леваневский — советский лётчик, совершивший нескольких сверхдлинных авиаперелётов в 1930-х годах | В 2011 году участок улицы между проспектом Расула Гамзатова и улицей Рустамова был назван улицей Курбанова |
| Лёвина, улица                                  | 0,60      | от ул. Гусаева до Горного пер.                                                                               | до 10.12.1927 г. — Тюремная | Тюремная — название было дано по Порт-Петровской тюрьме, расположенной в конце улицы (ныне СИЗО), Иван Васильевич Лёвин — глава Дагестанской контрольной комиссии рабоче-крестьянской инспекции                                                                                         | |
| Лезгинцева, улица                              | 0,55      | Городок Нефтяников от ул. Шихсаидова до ул. Титова                                                           | до 18.12.1985 г. — Гунибская | Гуниб — село в Дагестане, Г. М. Лезгинцев — генерал армии, член Всероссийской коллегии по формированию Красной армии, главный военный финансист СССР | |
| Ленинградская улица                            | 0,50      | 5-й посёлок от ул. Ю. Акаева до пр. Шамиля                                                                   | | Ленинград — прежнее название г. Санкт-Петербурга | |
| Лермонтова, улица                              | 0,40      | от ул. Дзержинского до ул. Дахадаева                                                                         | до 27.09.1939 г. — Лесная | М. Ю. Лермонтов — русский поэт, прозаик, драматург | |
| Лесная улица                                   | 0,65      | Альбурикент                                                                                                  | | | |
| Лесная улица                                   | ?         | пос. завода Сепараторов                                                                                      | | | |
| Лизы Чайкиной, улица                           | 0,80      | 1-я Махачкала от ул. Е. Эмина до ул. Керимова                                                                | до 17.08.1938 г. — Пограничная, 31.08.1949 г. — 8 Марта                                                                                          | Е. И. Чайкина — организатор партизанского отряда в годы Великой Отечественной войны, Герой Советского Союза | |
| Линейная улица                                 | ?         | мкр. Дагнефть                                                                                                | | | |
| Лиственная улица                               | 0,4       | мкр. Эльтав                                                                                                  | | | |
| Листовая улица                                 | ?         | с/о Домостроитель                                                                                            | | | |
| Ломоносова, улица                              | 0,60      | от пр. Гамидова до ул. Гагарина                                                                              | до 24.03.1966 г. — Космонавтов | М. В. Ломоносов — первый русский учёный-естествоиспытатель | название перенесено с ул. Ломоносова в 5-м посёлке, которая была включена в состав ул. Гагарина (участок от пр. Гамидова до ул. Гусейнова) |
| Луговая улица                                  | ?         | с/о Домостроитель, Искра, Адам Интернейшнл                                                                   | | | |
| Луначарского, улица                            | 0,60      | Новый посёлок от ул. Пржевальского до ул. 19-я линия                                                         | | А. В. Луначарский — русский советский писатель, общественный и политический деятель | |
| Ляхова, улица                                  | 0,30      | Городок Нефтяников от ул. Мичурина до ул. Дзержинского                                                       | до 1967 г. — Больничное шоссе | Больничное шоссе — название дано по Республиканской клинической больнице, к которой ведет улица, Вячеслав Ляхов — командир Астраханского красногвардейского отряда, погиб при защите Порт-Петровска от белоказаков                                                                      | |
| М                                              |           | | | | |
| Магарамкентская улица                          | 0,5       | мкр Г-1 | | Магарамкент — село в Магарамкентском районе Дагестана | |
| Магидова, улица                                | 2,0       | от ул. М. Гаджиева до ул. Синявина                                                                           | до 17.02.1938 г. — Новомаячная, до 20.11.1997 г. — лейтенанта Шмидта                                                                             | П. П. Шмидт — революционный деятель, один из руководителей Севастопольского восстания 1905 года, Х. Г. Магидов — общественный и государственный деятель РД | |
| Ахмеда Магомедова, улица                       | 0,50      | Сепараторный посёлок, от г. Таркитау до пер. Автомобилистов                                                  | до 20.12.2012 г — 7-я линия | А. Т. Магомедов — Герой Российской Федерации, бывший начальник Управления внутренних дел по г. Махачкале | |
| Магомедали Магомедова, улица                   | 0,50      | от улицы Буйнакского до пр-та Ленина                                                                         | до 30.03.2023 г — М.Горького | М. М. Магомедов — советский и российский государственный и политический деятель | |
| Магомедтагирова, улица                         | 2,4       | от ул. Каммаева до Троллейбусного кольца                                                                     | с 1946 по 1957 г. — Байдукова, до 26.11.1964 г. — Кольцевая, до 24.05.2010 г. — Казбекова                                                        | С-С. У. Казбеков — революционный деятель Дагестана начала XX века, А. М. Магомедтагиров — российский государственный деятель, бывший министр внутренних дел РД | |
| Маджалисская улица                             | ?         | мкр. КОР | | Маджалис — село, районный центр Кайтагского района Дагестана | |
| Макарова, улица                                | 0,50      | от ул. Заманова до ул. Абубакара                                                                             | | С. О. Макаров — русский военно-морской деятель, океанограф, полярный исследователь | |
| Маковая улица                                  | ?         | мкр. Животноводов                                                                                            | | | |
| Малиновая улица                                | ?         | пос. завода Сепараторов                                                                                      | | | |
| Малыгина, улица                                | 1,7       | от ул. Капиева до пр. Гамидова                                                                               | до 17.04.1931 г. — Старопочтовая, 14.04.1948 г. — Красноармейская                                                                                | И. В. Малыгин — член коллегии Народного комиссариата по военно-морским делам в Бакинском совете народных комиссаров, один из 26 бакинских комиссаров | |
| Мамедбекова, улица                             | 1,4       | от ул. Ярагского до ул. Ю. Акаева                                                                            | до 1964 г. — 2-я Таркинская | К. Г. Мамедбеков — советский дагестанский политический и общественный деятель, революционер | |
| Мамедова, улица                                | 0,22      | 5-й посёлок                                                                                                  | до 30.09.2016 г. — Янтарная | Мамедов Ш. М. — государственный и общественный деятель | |
| Манташева, улица                               | 0,70      | от ул. Ярагского до ул. Ахлакова                                                                             | до 03.11.1998 г. — Оскара | Ш. М. Манташев — заслуженный артист РД, бывший директор Кумыкского театра | |
| Матросова, улица                               | 0,30      | Махачкала 1-я, от ул. Маяковского до ул. Кадиева                                                             | | А. М. Матросов — Герой Советского Союза, рядовой пехоты. Известен благодаря самопожертвенному подвигу, когда он закрыл своей грудью амбразуру немецкого дзота | |
| Махмуда, улица                                 | 0,80      | Альбурикент                                                                                                  | до 1964 г. — Зоотехническая | Махмуд из Кахаб-Росо — даргинский поэт-лирик | |
| Махтулаева, улица                              | 0,2       | мкр. Дагтекстиль, от Кутишинской ул. до ул. Рустамова                                                        | до 25.10.2018 г. — 2-я Текстильная | Махтулаев С.-С. — легендарный борец, народный артист Дагестанской АССР | |
| Маяковского, улица                             | 0,80      | Махачкала 1-я, от ул. Магомедтагирова до ул. А. Невского                                                     | | В. В. Маяковский — русский советский поэт | |
| Мебельная улица                                |           | Н. Тарки | | | |
| Медовая улица                                  | ?         | мкр. Животноводов                                                                                            | | | |
| Мекегинская улица                              | 0,5       | мкр Г-1 | | Мекеги — село в Левашинском районе Дагестана | |
| Мелиораторная 1-я улица                        |           | мкр. Мелиоратор                                                                                              | | | |
| Мелиораторная 2-я улица                        |           | мкр. Мелиоратор                                                                                              | | | |
| Менделеева, улица                              | 0,35      | 5-й посёлок, от ул. Гайдара до ул. Сурикова                                                                  | | Д. И. Менделеев — русский учёный-энциклопедист | |
| Металлургов, улица                             |           | мкр. Адам Интернейшнл                                                                                        | | | |
| Минеральная улица                              | 0,3       | мкр. Эльтав                                                                                                  | | | |
| Минская улица                                  | ?         | мкр. Дагнефть                                                                                                | | Минск — город, столица Белоруссии | |
| Мира, улица                                    | 0,80      | мкр. Авангард                                                                                                | до ? г. — Вишнёвая | | |
| Мирзабекова, улица                             | 3,70      | от ул. Буйнакского до ул. Магомедтагирова                                                                    | до 1974 г. — 2-я Приморская, до 18.04.2011 г. — Орджоникидзе                                                                                     | Г. К. Орджоникидзе — советский государственный и партийный деятель, А. М. Мирзабеков — советский и российский государственный деятель | в 2017 году присоединена участок бывшей улицы Орджоникидзе (с 2012 по 2017 г. — ул. Кадырова) |
| Мирзаева, улица                                | 0,50      | Сепараторный посёлок                                                                                         | до 28.08.1997 г. — 2-я Линия | А. Т. Мирзаев — лакский писатель | |
| Мирзоева, улица                                | 1,70      | Новый посёлок                                                                                                | до 01.08.1995 г. — 3-я Магистральная | Ашахан Мирзоев — участник ВОВ | |
| Митарова, улица                                | 0,70      | Новый посёлок                                                                                                | | Б. М. Митаров — табасаранский советский писатель | |
| Мичурина, улица                                | 0,70      | Городок Нефтяников, от ул. Титова до ул. Ляхова                                                              | | И. В. Мичурин — русский биолог и селекционер | |
| Морковная улица                                |           | мкр. Мелиоратор                                                                                              | | | |
| Морская улица                                  | 0,70      | Редукторный посёлок                                                                                          | до ? г — Московская | | |
| Морфлотная улица                               |           | Н.Тарки | | | |
| Московская улица                               | ?         | мкр. КОР | | Москва — город, столица России | |
| Мостовая улица                                 | 0,35      | мкр. Учхоз, от Учхозной до Юбилейной ул.                                                                     | | | |
| Моторная 1-я улица                             |           | мкр Мотор | | | |
| Моторная 2-я улица                             |           | мкр Мотор | | | |
| Моторная 3-я улица                             |           | мкр Мотор | | | |
| Моторная 4-я улица                             |           | мкр Мотор | | | |
| Моторная 5-я улица                             |           | мкр Мотор | | | |
| Моторная 6-я улица                             |           | мкр Мотор | | | |
| Моторная 7-я улица                             |           | мкр Мотор | | | |
| Моторная 8-я улица                             |           | мкр Мотор | | | |
| Моторная 9-я улица                             |           | мкр Мотор | | | |
| Моторная 10-я улица                            |           | мкр Мотор | | | |
| Моторная 11-я улица                            |           | мкр Мотор | | | |
| Моторная 12-я улица                            |           | мкр Мотор | | | |
| Мраморная улица                                |           | мкр. Эльтав                                                                                                  | | | |
| Мурадова, улица                                | 0,73      | 5-й Посёлок, от ул. З. Космодемьянской до пр. Шамиля                                                         | до 15.05.1997 г. — Волгоградская | Волгоград — город в Поволжье, Т. А. Мурадов — заслуженный деятель искусств | |
| Мурсалова, улица                               | 1,20      | Альбурикент                                                                                                  | до 1967 г. — Механизаторов | Г. Мурсалов — революционер, участник борьбы за установления советской власти в Дагестане | |
| Муртазаева, улица                              | 0,25      | Городок Нефтяников, от ул. Танкаева до ул. Шихсаидова                                                        | до 28.11.1995 г. — Буровая | М. М. Муртазаев — полковник ВС, секретарь РК КПСС | |
| шейха Мухаммадмухтара, улица                   | 1,3       | Альбурикент от ул. Абдулхакима Исмаилова до ул. Багандова                                                    | до 31.03.2016 г — Землеустроительная | Бабатов М-М. О. — известный учёный-богослов, шейх, имам мечети п. Тарки | |
| Мятная улица                                   | ?         | мкр. Животноводов                                                                                            | | | |
| Н                                              |           | | | | |
| Набережная улица                               | ?         | с/о Мелиоратор                                                                                               | | | |
| Наклонная улица                                |           | Н. Тарки | | | |
| Народная улица                                 |           | Н.Тарки | | | |
| Научная улица                                  | ?         | Научный городок                                                                                              | | | |
| Нахимова, улица                                | 0,5       | от ул. Ярагского до ул. Юсупова                                                                              | | П. С. Нахимов — знаменитый русский адмирал | |
| Небесная улица                                 | 1,0       | мкр. Досааф                                                                                                  | | | |
| Невесомая улица                                | 0,4       | мкр. Досааф                                                                                                  | | | |
| Нежная улица                                   | ?         | мкр. Животноводов                                                                                            | | | |
| Неземная улица                                 | 0,3       | мкр. Досааф                                                                                                  | | | |
| Некрасова, улица                               | 1,2       | Городок Нефтяников от ул. Чехова до ул. Асиятилова                                                           | | Н. А. Некрасов — русский поэт, писатель и публицист | |
| Нефтяная улица                                 | ?         | мкр. Новый Город                                                                                             | | | |
| Нефтяников 1-я, улица                          | ?         | мкр. Дагнефть                                                                                                | | | |
| Нефтяников 2-я, улица                          | ?         | мкр. Дагнефть                                                                                                | | | |
| Нефтяников 3-я, улица                          | ?         | мкр. Дагнефть                                                                                                | | | |
| Нефтяников 4-я, улица                          | ?         | мкр. Дагнефть                                                                                                | | | |
| Нефтяников 5-я, улица                          | ?         | мкр. Дагнефть                                                                                                | | | |
| Нефтяников 6-я, улица                          | ?         | мкр. Дагнефть                                                                                                | | | |
| Нижняя улица                                   |           | Н.Тарки | | | |
| Новобрачная улица                              | ?         | с/о Фрегат                                                                                                   | | | |
| Новокаякентская улица                          | ?         | мкр. Ватан                                                                                                   | | Новокаякент — село, районный центр Каякентского района Дагестана | |
| Новая улица                                    | ?         | мкр. Новый город                                                                                             | | | |
| Нурадилова, улица                              | 1,2       | от ул. Дзержинского до ул. Батырая                                                                           | до 25.04.1943 г. — Пролетарская | Х. Н. Нурадилов — Герой Советского Союза | |
| Нурадинова, улица                              | 0,7       | 1-я Махачкала, от Строительной ул.                                                                           | до 20.07.1999 г. — Нагорная | М. Б. Нурадинов — участник ВОВ | |
| Нурбагандовых братьев, улица                   | 0,8       | от ул. Ярагского до пр. Гамидова                                                                             | до 28.09.1962 г. — Заводская, с 1989 г. — Спокан, до 2017 г. — Николаева                                                                         | Заводская — название было дано по заводу им. М. Гаджиева, Спокан — город в США, побратим Махачкалы, А. Г. Николаев — советский космонавт № 3, А. К. Нурбагандов — российский спортсмен, кавалер Ордена Мужества, М. Н. Нурбагандов — лейтенант полиции, Герой Российской Федерации      | В 80-х годах часть улицы от Г. Цадасы до пр. Кирова была переименована в ул. Спокан, название не прижилось |
| Нурмагомедова, улица                           | 0,30      | 5-й посёлок                                                                                                  | до 29.02.2024 г. — Кизлярская улица | Кизляр — город в Дагестане, Нурмагомедов Магомедхан Ибрагимович — кавалер ордена Мужества, погиб в СВО | |
| Нурова, улица                                  | 0,2       | 5-й Посёлок, от пр. Шамиля до ул. Гагарина                                                                   | до 1964 г. — Даргинская | Даргинцы — народ в Дагестане, Р. Нуров — даргинский поэт | |
| О                                              |           | | | | |
| Облачная улица                                 | 1,5       | мкр. Досааф                                                                                                  | | | |
| Общественная улица                             | 0,3       | мкр. Учхоз                                                                                                   | | | |
| Общины Хаттен, улица                           | 0,3       | Городок Нефтяников, ул. Шихсаидов                                                                            | до 10.06.1993 г. — 2-й проезд Гоголя | Община Хаттен — коммуна в Германии, в земле Нижняя Саксония | |
| Огарёва, улица                                 | 0,3       | Сепараторный пос. от пр. Акушинского до ул. Айвазовского                                                     | | Н. П. Огарёв — русский поэт, публицист, революционер | |
| Огородная улица                                | ?         | с/о Искра | | | |
| Огуречная улица                                | ?         | с/о Мелиоратор                                                                                               | | | |
| Олега Кошевого, улица                          | 0,8       | 5-й Посёлок от ул. З. Космодемьянской до пр. Шамиля                                                          | | О. В. Кошевой — участник, один из организаторов подпольной антифашистской организации «Молодая гвардия» | |
| Омарова, улица                                 | 1,4       | 4-й Посёлок от ул. Ярагского до пр. Гамидова                                                                 | до 05.01.1962 г. — 1-я Таркинская, до 18.05.2005 г. — Венгерских бойцов                                                                          | Венгерские бойцы — интернациональный полк, оборонявший Петровск-Порт в период Гражданской войны, М. О. Омаров — заместитель министра внутренних дел Республики Дагестан (1996—2005), Герой Российской Федерации                                                                         | |
| Оползневая улица                               |           | Н. Тарки | | | |
| Ореховая улица                                 | ?         | пос. завода Сепараторов                                                                                      | | | |
| Орлова, улица                                  | 1,0       | мкр. Ватан                                                                                                   | | А. Б. Орлов — майор Вооружённых сил Российской Федерации, Герой Российской Федерации | |
| Осипенко, улица                                | 0,7       | Городок Нефтяников от ул. Титова до ул. Ляхова                                                               | | П. Д. Осипенко — советская лётчица, Герой Советского Союза | |
| Оскара, улица                                  | 0,7       | от ул. Капиева до ул. С. Стальского                                                                          | до 1923 г. — Соборная, до 19?? г. — Октябрьская                                                                                                  | Соборная — названа по Александро-Невскому собору, от которого начиналась улица, О. М. Лещинский — революционный деятель начала XX века, поэт «Серебряного века» | в 1998 году часть улицы (от Ярагского до Ахлакова) переименована в ул. Манташева |
| Островского, улица                             | 0,3       | 1-я Махачкала от ул. К. Караева до ул. М. Гаджиева                                                           | | Н. А. Островский — советский писатель, автор романа «Как закалялась сталь» | |
| Отерменаул, улица                              | 0,15      | от ул. Дахадаева до ул. М. Горького                                                                          | | Отерменаул — название дано бывшему кумыкскому аулу, по территории которого проходит улица | |
| Охотничья улица                                |           | Н. Тарки | | | |
| П                                              |           | | | | |
| Павлова, улица                                 | 0,45      | Городок Нефтяников от ул. Титова до ул. Шихсаидова                                                           | | И. П. Павлов — один из авторитетнейших учёных России, физиолог, психолог, создатель науки о высшей нервной деятельности и представлений о процессах регуляции пищеварения | |
| Пальмирная 1-я улица                           | ?         | мкр. Пальмира                                                                                                | | | |
| Пальмирная 2-я улица                           | ?         | мкр. Пальмира                                                                                                | | | |
| Пальмирная 3-я улица                           | ?         | мкр. Пальмира                                                                                                | | | |
| Пальмирная 4-я улица                           | ?         | мкр. Пальмира                                                                                                | | | |
| Пальмирная 5-я улица                           | ?         | мкр. Пальмира                                                                                                | | | |
| Пальмирная 6-я улица                           | ?         | мкр. Пальмира                                                                                                | | | |
| Пальмирная 7-я улица                           | ?         | мкр. Пальмира                                                                                                | | | |
| Пальмирная 8-я улица                           | ?         | мкр. Пальмира                                                                                                | | | |
| Пальмирная 9-я улица                           | ?         | мкр. Пальмира                                                                                                | | | |
| Пальмирная 10-я улица                          | ?         | мкр. Пальмира                                                                                                | | | |
| Пальмирная 11-я улица                          | ?         | мкр. Пальмира                                                                                                | | | |
| Пальмирная 12-я улица                          | ?         | мкр. Пальмира                                                                                                | | | |
| Пальмирная 13-я улица                          | ?         | мкр. Пальмира                                                                                                | | | |
| Пальмирная 14-я улица                          | ?         | мкр. Пальмира                                                                                                | | | |
| Пальмирная 15-я улица                          | ?         | мкр. Пальмира                                                                                                | | | |
| Пальмирная 16-я улица                          | ?         | мкр. Пальмира                                                                                                | | | |
| Пальмирная 17-я улица                          | ?         | мкр. Пальмира                                                                                                | | | |
| Пальмирная 18-я улица                          | ?         | мкр. Пальмира                                                                                                | | | |
| Пальмовая улица                                | ?         | мкр. ТЗБ | | | |
| Панфилова, улица                               | 0,7       | 5-й Посёлок от ул. З. Космодемьянской до ул. Менделеева                                                      | | И. В. Панфилов — советский военный деятель, генерал-майор, Герой Советского Союза | |
| Парашютная улица                               | 0,5       | мкр. Досааф                                                                                                  | | | |
| Пархоменко, улица                              | 0,4       | от ул. Лазо                                                                                                  | | А. Я. Пархоменко — революционный деятель начала XX века | в 2011 году часть улицы (от Абубакара до М. Гаджиева) переименована в ул. Джамбулатова |
| Патриотная 1-я улица                           | 0,5       | мкр. Досааф                                                                                                  | | | |
| Патриотная 2-я улица                           | 0,5       | мкр. Досааф                                                                                                  | | | |
| Патриотная 3-я улица                           | 0,5       | мкр. Досааф                                                                                                  | | | |
| Патриотная 4-я улица                           | 0,5       | мкр. Досааф                                                                                                  | | | |
| Патриотная 5-я улица                           | 0,5       | мкр. Досааф                                                                                                  | | | |
| Патриотная 6-я улица                           | 0,5       | мкр. Досааф                                                                                                  | | | |
| Патриотная 7-я улица                           | 0,5       | мкр. Досааф                                                                                                  | | | |
| Перелётная улица                               | 1,0       | мкр. Досааф                                                                                                  | | | |
| Перова, улица                                  | 0,25      | Сепараторный пос. от ул. Хуршилова до ул. Огарёва                                                            | | В. Г. Перов — русский живописец | |
| Персиковая улица                               | ?         | пос. завода Сепараторов                                                                                      | | | |
| Персиковая улица                               | ?         | с/о Искра, Мелиоратор, Пластик                                                                               | | | |
| Перцовая улица                                 | ?         | с/о Мелиоратор                                                                                               | | | |
| Песочная улица                                 | ?         | мкр. Турали                                                                                                  | | | |
| Песчаная улица                                 | ?         | мкр. Новый город                                                                                             | | | |
| Пехотная улица                                 | ?         | мкр. Животноводов                                                                                            | | Пехота — основной род войск в сухопутных войсках | |
| Пилотная улица                                 | 1,30      | мкр. Досааф                                                                                                  | | | |
| Пионерская улица                               | ?         | мкр. Животноводов                                                                                            | | | |
| Пирмагомедова, улица                           | 0,50      | Сепараторный посёлок                                                                                         | до 13.06.2011 г. — 1-я Линия | И. А. Пирмагомедов — генерал-майор, участник ВОВ | |
| Пирогова, улица                                | 0,30      | от ул. Ярагского                                                                                             | | Н. И. Пирогов — русский хирург и анатом, естествоиспытатель | |
| Плеханова, улица                               | 0,4       | 5-й Посёлок от пр. Шамиля до ул. Гусейнова                                                                   | | Г. В. Плеханов — теоретик и пропагандист марксизма, философ, деятель российского и международного социалистического движения | |
| Плешакова, улица                               |           | мкр. УЗК | до 27.04.2017 г. — Грейдерная | П. С. Плешаков — министр радиопромышленности СССР, Герой Социалистического труда, лауреат Ленинской и государственной премий | |
| Подгорная улица                                |           | Н. Тарки | | | |
| Подвального, улица                             | 0,9       | до 12.03.2015 г. — дублёр ул. М. Далгата                                                                     | 1-й посёлок, от ул. 19-я Линия до Учхозной ул.                                                                                                   | С. В. Подвальный — старший оперуполномоченный отряда милиции особого назначения криминальной милиции Министерства внутренних дел Республики Дагестан, майор милиции, участник первой и второй чеченской войны, Герой Российской Федерации                                               | |
| Поливная улица                                 | 0,4       | мкр. Эльтав                                                                                                  | | | |
| Полярная улица                                 | ?         | мкр. Пальмира                                                                                                | | | |
| Полярная улица                                 | 0,3       | мкр. Эльтав                                                                                                  | | | |
| Попова, улица                                  | 1,0       | Новый Посёлок от ул. 19-я Линия до ул. Пржевальского                                                         | | А. С. Попов — русский физик и электротехник, изобретатель в области радиосвязи | |
| Поповича, улица                                | 0,8       | 1-я Махачкала от ул. Магомедтагирова                                                                         | до 1964 г. — Автобусная, до 1974 г. — Агасиева                                                                                                   | П. Р. Попович — советский космонавт | |
| Популярная улица                               | 0,5       | мкр. Эльтав                                                                                                  | | | |
| Порт-Петровская, улица                         | 1,0       | от Морского порта до ул. Леваневского                                                                        | до 9.12.2022 г. — Портовское шоссе | Шоссе было названо по Морскому и рыбному портам, к которым ведет улица, Порт-Петровск — искаженное название Петровск-Порт, до 1921 г. название г. Махачкала | |
| Посадочная улица                               | 1,65      | мкр. Досааф                                                                                                  | | | |
| Посевная улица                                 | 0,4       | мкр. Эльтав                                                                                                  | | | |
| Поселковая улица                               | 0,4       | 1-я Махачкала от ул. Магомедтагирова до Восточной ул.                                                        | | | |
| Посёлочная улица                               | 0,2       | мкр. Учхоз от ул. Пржевальского до Юбилейной ул.                                                             | | | |
| Пражская улица                                 | ?         | мкр. Животноводов                                                                                            | | Прага — город, столица Чехии | |
| Пржевальского, улица                           | 1,5       | Новый Посёлок от ул. 19-я Линия до Московской ул.                                                            | | Н. М. Пржевальский — русский путешественник и натуралист | |
| Пригородная улица                              | 1,0       | мкр. Эльтав                                                                                                  | | | |
| Примакова, улица                               | 2,5       | от пр. Гамидова до пр. Шамиля Примаков Е. М. — советский и российский политический и государственный деятель | | | |
| Приморская улица                               | 0,4       | от ул. Мирзабекова до ул. Чаринова                                                                           | | | |
| Приозёрная улица                               | 0,5       | мкр. Эльтав                                                                                                  | | | |
| Природная улица                                |           | Н. Тарки | | | |
| Продольная улица                               | ?         | мкр. Связист                                                                                                 | | | |
| Прожекторная улица                             | ?         | мкр. Новый Город                                                                                             | | | |
| Промысловая улица                              |           | мкр. Асестро                                                                                                 | | | |
| Промышленная улица                             | 0,35      | 1-я Махачкала от Спортивной ул. до ул. А. Невского                                                           | | | |
| Прохладная улица                               | 0,4       | мкр. Эльтав                                                                                                  | | | |
| Пугачёва, улица                                | 0,60      | Городок Нефтяников от ул. Г. Гаджиева до ул. Танкаева                                                        | | Е. И. Пугачёв — предводитель Крестьянской войны 1773—1775 годов в России | |
| Пугина, улица                                  | 0,15      | от ул. Гасанова до ул. Капиева                                                                               | до 1923 г. — Миллионная, до 1967 г. — Портовская                                                                                                 | Д. Н. Пугин — революционер, участник борьбы за установления советской власти в Дагестане | |
| Пустынная улица                                | 0,4       | мкр. Эльтав                                                                                                  | | | |
| Путешественников, улица                        |           | мкр. Турист, Фрегат                                                                                          | | | |
| Пушкина, улица                                 | 0,70      | от ул. Леваневского до Музея рыбного хозяйства Дагестана                                                     | до 24.01.1925 г. — Базарная, до 17.02.1938 г. — Кооперативная                                                                                    | А. С. Пушкин — русский поэт, драматург и прозаик | |
| Пчеловодов, улица                              | 0,4       | мкр. Эльтав                                                                                                  | | | |
| Пшеничная улица                                |           | мкр. Урожай                                                                                                  | | | |
| Р                                              |           | | | | |
| Рабочая улица                                  |           | Н. Тарки | | | |
| Радарная улица                                 | 1,2       | мкр. Досааф                                                                                                  | | | |
| Радищева, улица                                | 0,20      | от ул. М. Гаджиева до Университетской пл.                                                                    | | А. Н. Радищев — русский писатель, философ, поэт | |
| Радужная улица                                 | ?         | мкр Учхоз | | | |
| Ракетная улица                                 | 0,30      | мкр. Учхоз, от Юбилейной ул.                                                                                 | | Ракетная — название дано по бывшему садовому обществу «Ракета» | |
| Рамазана Алиева, улица                         | 0,2       | мкр. Дагтекстиль, от Кутишинской ул. до ул. Рустамова                                                        | до 3.10.2016 г. — 1-я Текстильная | Рамазан Алиев — ? | |
| Рахматуллаева, улица                           | 1,10      | 1-я Махачкала, от ул. Е. Эмина до ул. А. Алиева                                                              | до 1957 г. — Папанина, до 28.4.1995 г. — Пролетарская                                                                                            | И. Д. Папанин — советский исследователь Арктики, Пролетариат — социальный класс производителей прибавочного продукта, не обладающий правом собственности на средства производства, Г. Д. Рахматуллаев — участник ВОВ, подполковник                                                      | |
| Авангардная 1-я улица                          | 0,30      | мкр. Авангард, от Учхозной ул.                                                                               | до 2010 года Речная | | |
| Репина, улица                                  | 0,80      | 5-й Посёлок от ул. З. Космодемьянской до пр. Шамиля                                                          | | | |
| Рижская улица                                  | ?         | мкр. Животноводов                                                                                            | | Рига — город, столица Латвии | |
| Розы Люксембург, улица                         | 0,15      | от ул. Астемирова до ул. Абубакарова                                                                         | | Р. Люксембург — деятель немецкой и европейской революционной левой социал-демократии, теоретик марксизма, философ | |
| Ротенко, улица                                 | 0,20      | 1-я Махачкала, от ул. Магомедтагирова до ул. Громова                                                         | | Николай Иванович Ротенко — революционер, участник борьбы за установления советской власти в Дагестане | |
| Рощевая улица                                  | ?         | мкр. Дагнефть                                                                                                | | | |
| Руставели, улица                               | 0,80      | Городок Нефтяников от ул. Титова до ул. Циолковского                                                         | | Шота Руставели — грузинский государственный деятель и поэт XII века | |
| Рустамова, улица                               | 0,70      | от ул. Чехова до ул. М. Горького                                                                             | до 1.9.1996 г. — Первомайская | Первомай — праздник весны и труда, Гамид Алиевич Рустамов — актёр, заслуженный деятель искусств ДАССР | |
| Рыболовная улица                               | ?         | мкр. Турали                                                                                                  | | | |
| Рылеева, улица                                 | 0,35      | 5-й Посёлок от пр. Шамиля до ул. Гусейнова                                                                   | | К. Ф. Рылеев — русский поэт, общественный деятель, декабрист | |
| С                                              |           | | | | |
| Садовая улица                                  | 0,50      | Сепараторный посёлок, от Солдатской ул.                                                                      | | | |
| Садовая улица                                  | ?         | мкр. Учхоз                                                                                                   | | | |
| Садовая улица                                  | ?         | с/о Мелиоратор, Монтажник                                                                                    | | | |
| Саидова, улица                                 | 0,80      | Городок Нефтяников, от ул. Титова                                                                            | | Г. С. Саидов — лакский писатель, публицист, революционер | |
| Салаватова, улица                              | 1,10      | Посёлок Рыбников, от ул. Дахадаева до ул. Ш. Руставели                                                       | до 26.11.1964 г. — Нефтяников | А. Салаватов — кумыкский поэт и драматург | |
| Салихова, улица                                | 1,0       | от ул. Заманова до ул. Пархоменко                                                                            | до 1967 г. — Новая | Шамхал Салихов — революционер, участник борьбы за установления советской власти в Дагестане | |
| Самолётная улица                               | 1,3       | мкр. Досааф                                                                                                  | | | |
| Самурского, улица                              | 0,6       | 5-й Посёлок от ул. Ю. Акаева до пр. Шамиля                                                                   | до 18.12.1985 г. — Кизилюртовская | Кизилюрт — город в Дагестане, Н. П. Самурский — государственный и общественный деятель Дагестана | |
| Сапёрная улица                                 | ?         | мкр. КОР | | | |
| Сарир, улица                                   | ?         | мкр. Турали                                                                                                  | до 9.07.2015 г. — Туралинская 1-я | | |
| Свердлова, улица                               | 0,55      | 1-я Махачкала от ул. Нурутдинова до ул. Чапаева                                                              | до 31.08.1949 г. — Седовцев | Я. М. Свердлов — российский политический и государственный деятель, революционер | |
| Свободы, улица                                 |           | Н. Тарки | | | |
| Связная 1-я улица                              | ?         | мкр. Связист                                                                                                 | | | |
| Связная 2-я улица                              | ?         | мкр. Связист                                                                                                 | | | |
| Связная 3-я улица                              | ?         | мкр. Связист                                                                                                 | | | |
| Связная 4-я улица                              | ?         | мкр. Связист                                                                                                 | | | |
| Севастопольская улица                          | ?         | мкр. ВПЧ | | Севастополь — город-герой федерального подчинения РФ | |
| Северо-Осетинская улица                        | 1,0       | 1-й Посёлок                                                                                                  | до 23.04.1974 г. — 1-я Магистральная | Северная Осетия — республика в составе РФ | |
| Селивантьева, улица                            | 0,60      | 1-я Махачкала от ул. Смирнова                                                                                | до 28.04.1995 г. — Полевая | Ф. Г. Селивантьев — участник ВОВ, Герой Советского Союза | |
| Сельхозная улица                               |           | Н. Тарки | | | |
| Сепараторная 1-я улица                         | 0,60      | Сепараторный посёлок от ул. Хуршилова                                                                        | | название дано по Заводу Сепараторов, рядом с которым проложена улица | |
| Сепараторная 2-я улица                         | ?         | пос. завода Сепараторов                                                                                      | | | |
| Сепараторная 3-я улица                         | ?         | пос. завода Сепараторов                                                                                      | | | |
| Сепараторная 4-я улица                         | ?         | пос. завода Сепараторов                                                                                      | | | |
| Сепараторная 5-я улица                         | ?         | пос. завода Сепараторов                                                                                      | | | |
| Сепараторная 6-я улица                         | ?         | пос. завода Сепараторов                                                                                      | | | |
| Сепараторная 7-я улица                         | ?         | пос. завода Сепараторов                                                                                      | | | |
| Сепараторная 8-я улица                         | ?         | пос. завода Сепараторов                                                                                      | | | |
| Серпантинная улица                             | 0,3       | Альбурикент, от ул. Алиярова до 1-го тупика Алиярова                                                         | | | |
| Сетевая улица                                  |           | мкр Ветеран                                                                                                  | | | |
| Сибирская улица                                | ?         | мкр. Дагнефть                                                                                                | | | |
| Силикатная улица                               |           | мкр. Адам Интернейшнл                                                                                        | | | |
| Сиражудинова, улица                            | ?         | 6-й посёлок                                                                                                  | | Сиражудинов Гамзат Гитинович — народный врач Республики Дагестан, участник советско-финской и Великой Отечественной войн | наименован в 2013 г. |
| Скульптурная улица                             | ?         | 5-й посёлок                                                                                                  | | | |
| Смирнова, улица                                | 0,20      | 1-я Махачкала от ул. Нурутдинова до ул. Магомедтагирова                                                      | | Смирнов Александр Сергеевич — начальник милиции Азербайджана, руководил обороной Астрахани против деникинских войск | |
| Солдатская улица                               | 1,30      | 1-й Посёлок, Сепараторный посёлок до ул. Хуршилова                                                           | до 23.04.1989 г. — Ехиила Мататова, до 01.08.1995 г. — 6-я Магистральная                                                                         | Солдат — военный человек в любом звании, опытный в военном деле, обладающий воинскими качествами | |
| Соломенная улица                               |           | мкр. Эльтав                                                                                                  | | | |
| Сосновая улица                                 | ?         | с/о Мелиоратор                                                                                               | | | |
| Сочинская улица                                | ?         | мкр. Животноводов, Турист                                                                                    | | Сочи — город в Краснодарском крае | |
| Союзная улица                                  |           | мкр. Фрегат                                                                                                  | | | |
| Спокойная улица                                | ?         | мкр. Животноводов                                                                                            | | | |
| Спортивная улица                               | 0,40      | 1-я Махачкала от ул. Гоголева до Цимлянской ул.                                                              | | | |
| Спортивная улица                               |           | Н. Тарки | | | |
| Средняя улица                                  | ?         | мкр. Авангард                                                                                                | | | |
| Средняя улица                                  |           | Н. Тарки | | | |
| Ставропольская улица                           | 0,80      | 1-я Махачкала от ул. Тахтарова до ул. Воинов-Интернационалистов                                              | | Ставрополь — город на Северном Кавказе | |
| Стекольная улица                               | ?         | мкр. Дагнефть                                                                                                | | | |
| Степная улица                                  | 0,40      | 1-я Махачкала, от ул. Тахтарова до Тарнаирской ул.                                                           | | | |
| Степная улица                                  | ?         | с/о Искра, Пластик                                                                                           | | | |
| Сторожевая улица                               | ?         | с/о Мелиоратор                                                                                               | | | |
| Стояна Джорова, улица                          | 0,50      | Сепараторный посёлок                                                                                         | до 18.07.1988 г. — 1-я А линия | Стоян Джоров — командир интернационального полка, оборонявшего город во время Гражданской войны | |
| Строителей, улица                              | 0,3       | мкр. Эльтав                                                                                                  | | | |
| Строителей канала Октябрьской Революции, улица | 0,8       | от ул. Абубакарова до ул. Ярагского                                                                          | до 2015 г. — Проектная ул. | | |
| Сулеймана Стальского, улица                    | 1,0       | от ул. Пушкина до ул. Батырая                                                                                | до 1937 г. — Таркинская | Сулейман Стальский — лезгинский поэт-ашуг, основоположник лезгинской, дагестанской поэзии | |
| Сулейманова А. Б., улица                       | 0,45      | от ул. Абубакарова до ул. М. Горького                                                                        | до 1967 г. — Первомайская, до 14.5.1997 года — Сафара Дударова                                                                                   | С. Д. Дударов — революционный деятель начала XX века, 1-й председатель Дагестанской областной ЧК А. Б. Сулейманов — народный поэт Дагестана. Заслуженный работник культуры РСФСР | |
| Сулейманова Р. Б., улица                       | 0,45      | Городок Нефтяников от ул. Титова до ул. Шихсаидова                                                           | до 01.06.1999 г. — Щорса | Н. А. Щорс — подпоручик, красный командир, комдив времён Гражданской войны, Р. Б. Сулейманов — участник ВОВ, Герой Советского Союза | |
| Степная улица                                  | 0,40      | 1-я Махачкала от ул. Тахтарова                                                                               | | | |
| Степана Разина, улица                          | 0,60      | от ул. Рустамова до ул. Салаватова                                                                           | | С. Т. Разин — донской казак, предводитель восстания 1670—1671 годов | |
| Сторожевая улица                               |           | мкр. Мелиоратор                                                                                              | | | |
| Строительная улица                             | 0,60      | 1-я Махачкала от ул. М. Гаджиева до ул. Нурутдинова                                                          | | | в 1981 году улица переименована в ул. Жукова, название закрепилось лишь за участком улицы от Поповича до М. Гаджиева |
| Суворова, улица                                | 0,45      | Городок Нефтяников от ул. Титова до ул. Шихсаидова                                                           | | А. В. Суворов — великий русский полководец | |
| Сурикова, улица                                | 0,5       | 5-й Посёлок от ул. З. Космодемьянской до пр. Шамиля                                                          | | В. И. Суриков — русский живописец | |
| Сурхаева, улица                                | 0,3       | до ул. Гагарина                                                                                              | до 21.10.2001 г. — 6-й тупик ул. Гагарина | Д. Х. Сурхаев — полковник гос. безопасности, экс-министр ВД | |
| Сухумская улица                                | ?         | мкр. Животноводов                                                                                            | | Сухум — город, столица Абхазии | |
| Т                                              |           | | | | |
| Тагиева, улица                                 | 0,53      | Новый посёлок, от ул. Пржевальского                                                                          | до 18.12.1985 г. — Гунибская | Тагиев Хандадаш Мирзоевич — активный участник революции и гражданской войны, народный комиссар земледелия ДАССР | На картах обозначена как Ташева |
| Таможенная улица                               |           | Н. Тарки | | | |
| Танкаева, улица                                | 1,30      | Городок Нефтяников, от ул. Чехова до ул. Асиятилова                                                          | до 23.11.1998 г. — Седова | Г. Я. Седов — русский гидрограф, полярный исследователь, М. Т. Танкаев — российский генерал-полковник | |
| Танусинская улица                              | 0,23      | мкр. Дагтекстиль, от ул. М. Горького                                                                         | | Тануси — село в Хунзахском районе Дагестана | |
| Таркинского, улица                             | 0,52      | 5-й Посёлок, от ул. Акаева до пр. Шамиля                                                                     | до 200? г. — Астраханская | Астрахань — город на юге России, Ш. И. Таркинский — активный участник революции, гражданской войны и социалистического строительства в Дагестане | |
| Тарковских, улица                              | 0,15      | от ул. Амирханова до ул. Левина                                                                              | до 17.02.1938 г. — Октябрьский переулок, до 15.10.1992 г. — Горный переулок                                                                      | Тарковские Арсений и Андрей — известные российские учёный и режиссёр | |
| Тарнаирская улица                              | 0,40      | 1-я Махачкала, от ул. Тахтарова                                                                              | | Тарнаир — река, протекающая по территории Махачкалы | |
| Тахо-Годи, улица                               | 1,50      | 1-я Махачкала, от ул. Е. Эмина до ул. А. Алиева                                                              | до 1964 г. — Партизанская | А. А. Тахо-Годи — общественный и государственный деятель, участник борьбы за советскую власть в Дагестане | |
| Тахтарова, улица                               | 0,70      | 1-я Махачкала, от ул. Нурутдинова до Тарнаирской ул.                                                         | до 1981 г. — Зелёная, до 18.12.1985 г. — Коркмасова (переименована как Зелёная ул.), до 19.06.2007 г. — Лалаянца (переименована как Зелёная ул.) | И. Х. Лалаянц — российский революционер, А. Тахтаров — государственный деятель, председатель Верховного совета ДАССР, депутат Верховного Совета СССР, член Президиума ВС СССР | Улица переименовывалась три раза, но каждый раз новое название присваивалось именно Зелёной улице, а не прежнему названию |
| Ташкентская улица                              | 0,40      | мкр. Узбекистан, от пр. Шамиля до ул. Энгельса                                                               | | Ташкент — столица Узбекистана | Название перенесено с бывшей Ташкентской ул., ныне Абдулхакима Исмаилова |
| Тбилисская улица                               | ?         | мкр. Новый город                                                                                             | | Тбилиси — город, столица Грузии | |
| Текстильная 3-я улица                          | 0,1       | мкр. Дагтекстиль, от Кутишинской ул.                                                                         | | название дано по бывшей текстильной фабрики «Каспийская мануфактура» (имени Третьего интернационала), на территории которой проложена улица | |
| Текстильная 4-я улица                          | 0,25      | мкр. Дагтекстиль, от Кутишинской ул.                                                                         | | название дано по бывшей текстильной фабрики «Каспийская мануфактура» (имени Третьего интернационала), на территории которой проложена улица | |
| Текстильная 5-я улица                          | 0,1       | мкр. Дагтекстиль, от Кутишинской ул.                                                                         | | название дано по бывшей текстильной фабрики «Каспийская мануфактура» (имени Третьего интернационала), на территории которой проложена улица | |
| Терешковой, улица                              | 0,40      | мкр. Учхоз, до Юбилейной ул.                                                                                 | | В. В. Терешкова — первая в мире женщина-космонавт | |
| Терновая улица                                 | ?         | пос. завода Сепараторов                                                                                      | | | |
| Техническая улица                              | ?         | мкр. Новый Город                                                                                             | | | |
| Тиви, улица                                    | ?         | пос. завода Сепараторов                                                                                      | | | |
| Титова, улица                                  | 1,60      | Городок Нефтяников, от ул. Толстого до ул. Асиятилова                                                        | до 01.08.1961 г. — Ботаническая | Г. С. Титов — советский космонавт, второй советский человек в космосе | |
| Тихая улица                                    |           | мкр. Фрегат                                                                                                  | | | |
| Тихонова, улица                                | 0,30      | от ул. Гасанова до ул. Эмирова                                                                               | до 27.05.1980 г. — Набережная | Н. С. Тихонов — русский советский поэт | |
| Товарищеская улица                             | ?         | мкр. Новый Город                                                                                             | | | |
| Толстого, улица                                | 0,50      | от ул. М. Гаджиева до ул. Чехова                                                                             | | Л. Н. Толстой — русский писатель и мыслитель | |
| Тополиная улица                                | ?         | мкр. ОПХ | | | |
| Травяная улица                                 | ?         | мкр. Новый Город                                                                                             | | | |
| Труда, улица                                   |           | мкр. Мелиоратор                                                                                              | | | |
| Тружеников, улица                              | 0,4       | мкр. Эльтав                                                                                                  | | | |
| Тукитинская улица                              | 0,5       | мкр Г-1 | | Тукита — село в Ахвахском районе Дагестана | |
| Тупиковая улица                                | ?         | 5-й посёлок                                                                                                  | | | |
| Туралинская 2-я улица                          | ?         | мкр. Турали                                                                                                  | | | |
| Туралинская 3-я улица                          | ?         | мкр. Турали                                                                                                  | | | |
| Туралинская 4-я улица                          | ?         | мкр. Турали                                                                                                  | | | |
| Туралинская 5-я улица                          | ?         | мкр. Турали                                                                                                  | | | |
| Тургенева, улица                               | 0,26      | 5-й Посёлок, от ул. З. Космодемьянской до ул. Акаева                                                         | | И. С. Тургенев — русский писатель, поэт, переводчик | |
| Туристическая 1-я улица                        |           | мкр. Турист                                                                                                  | | | |
| Туристическая 2-я улица                        |           | мкр. Турист                                                                                                  | | | |
| Туристическая 3-я улица                        |           | мкр. Турист                                                                                                  | | | |
| Туристическая 4-я улица                        |           | мкр. Турист                                                                                                  | | | |
| Туристическая 5-я улица                        |           | мкр. Турист                                                                                                  | | | |
| Туристическая 6-я улица                        |           | мкр. Турист                                                                                                  | | | |
| Туристическая 7-я улица                        |           | мкр. Турист                                                                                                  | | | |
| Тюленина, улица                                | 0,17      | 5-й Посёлок, от ул. З. Космодемьянской до ул. Акаева                                                         | | С. Г. Тюленин — член штаба организации «Молодая гвардия», Герой Советского Союза | |
| У                                              |           | | | | |
| Угловая улица                                  | 0,40      | мкр. Учхоз, до Юбилейной ул.                                                                                 | | | |
| Узорная улица                                  | ?         | мкр. Животноводов                                                                                            | | | |
| Укропная улица                                 |           | мкр. Мелиоратор                                                                                              | | | |
| Умаханова, улица                               | 0,50      | от ул. М. Гаджиева до ул. Титова                                                                             | до 29.09.1992 г. — Ульяновский пер., 26.05.2005 г. — пер. Умаханова                                                                              | М-С. И. Умаханов — советский и дагестанский политический и партийный деятель | |
| Урадинского, улица                             | 0,4       | мкр. городок Газовиков, от пр-та Насрутдинова                                                                | до 20.04.2017 г. — Урадинская | Урадинский — ? | |
| Урожайная 1-я улица                            |           | мкр. Урожай                                                                                                  | | | |
| Урожайная 2-я улица                            |           | мкр. Урожай                                                                                                  | | | |
| Урожайная 3-я улица                            |           | мкр. Урожай                                                                                                  | | | |
| Урожайная 4-я улица                            |           | мкр. Урожай                                                                                                  | | | |
| Урожайная 5-я улица                            |           | мкр. Урожай                                                                                                  | | | |
| Урожайная 6-я улица                            |           | мкр. Урожай                                                                                                  | | | |
| Урожайная 7-я улица                            |           | мкр. Урожай                                                                                                  | | | |
| Урожайная 8-я улица                            |           | мкр. Урожай                                                                                                  | | | |
| Устарбекова, улица                             |           | от ул. Крылова до пр-та Гамидова                                                                             | | | |
| Ушакова, улица                                 | 0,50      | от ул. Ярагского до ул. Юсупова                                                                              | | Ф. Ф. Ушаков — русский флотоводец, адмирал | |
| Ф                                              |           | | | | |
| Фадеева, улица                                 | 0,70      | 5-й Посёлок, от ул. З. Космодемьянской до ул. Менделеева                                                     | | А. А. Фадеев — советский писатель и общественный деятель | |
| Фаталиева, улица                               | 0,40      | 1-я Махачкала, от ул. Е. Эмина до ул. Кадиева                                                                | Фаталиев Х. М. — государственный и общественный деятель                                                                                          | | |
| Фермерская улица                               | ?         | мкр. Животноводов                                                                                            | | | |
| Фильчакова, улица                              | ?         | мкр. Искра                                                                                                   | | | |
| Финская улица                                  | ?         | мкр. Животноводов                                                                                            | | | |
| Фонвизина, улица                               | 0,20      | Сепараторный посёлок, от ул. Хуршилова до ул. Огарёва                                                        | | Д. И. Фонвизин — литератор екатерининской эпохи, создатель русской бытовой комедии | |
| Фрегатная 1-я улица                            |           | мкр. Фрегат                                                                                                  | | | |
| Фрегатная 2-я улица                            |           | мкр. Фрегат                                                                                                  | | | |
| Фрегатная 3-я улица                            |           | мкр. Фрегат                                                                                                  | | | |
| Фрегатная 4-я улица                            |           | мкр. Фрегат                                                                                                  | | | |
| Фрегатная 5-я улица                            |           | мкр. Фрегат                                                                                                  | | | |
| Фрегатная 6-я улица                            |           | мкр. Фрегат                                                                                                  | | | |
| Фрегатная 7-я улица                            |           | мкр. Фрегат                                                                                                  | | | |
| Фрегатная 8-я улица                            |           | мкр. Фрегат                                                                                                  | | | |
| Фрунзе, улица                                  | 0,40      | 1-я Махачкала, от ул. Е. Эмина                                                                               | | М. В. Фрунзе — революционер, советский государственный и военный деятель | |
| Фурманова, улица                               | 0,65      | Городок Нефтяников, от ул. Титова до ул. Ляхова                                                              | | Д. А. Фурманов — советский писатель-прозаик, революционер, военный и политический деятель | |
| Х                                              |           | | | | |
| Халимбекаульская улица                         | ?         | Степной пос.                                                                                                 | | Халимбекаул — село в Буйнакском районе Дагестана | |
| Харьковская улица                              | 0,50      | 1-я Махачкала, от Ставропольской ул.                                                                         | | Харьков — город на Украине | |
| Хачалова, улица                                | 0,28      | мкр. Ватан                                                                                                   | | Хачалов Абдулмеджид Мирзаевич — поэт, драматург, заслуженный работник культуры Российской Федерации | |
| Хашаева, улица                                 | 0,20      | Городок Нефтяников, от ул. Титова до ул. Танкаева                                                            | до 6.6.1999 г. — Каспийская | Каспийская — название было дано по Каспийскому морю, Хашаев, Хаджи-Мурад Омарович — доктор исторических наук, бывший Министр юстиции и Генеральный прокурор ДАССР | |
| Хизроева, улица                                | 1,40      | пос. Альбурикент                                                                                             | | Магомед-Мирза Хизроев — революционер, участник борьбы за установления советской власти в Дагестане | |
| Химическая улица                               | ?         | мкр. Дагнефть                                                                                                | | | |
| Холмистая улица                                | ?         | мкр. Новый город                                                                                             | | | |
| Хмельницкого, улица                            | 0,60      | 1-я Махачкала, до ул. Комарова                                                                               | | Б. М. Хмельницкий — гетман Войска Запорожского, полководец и государственный деятель | |
| Хрустальная улица                              | ?         | мкр. КОР | | | |
| Хутинаева, улица                               | 0,30      | 1-я Махачкала, от ул. М. Гаджиева до Кумторкалинской ул.                                                     | до 09.09.1976 г. — Локомотивная | Хутинаев Магомет Георгиевич — машинист паровоза, спасший город от уничтожения | |
| Хурукринская улица                             | 0,5       | мкр Г-1 | | Хурукра — село в Лакском районе Дагестана | |
| Хуршилова, улица                               | 0,50      | Сепараторный посёлок, от ул. Мирзоева до Сепараторной ул.                                                    | | М. А. Хуршилов — аварский советский писатель | 11.04.2016 г. отрезок улицы от пр-та Акушинского до ул. Мирзоева переименован в ул. А. Юсупова |
| Ц                                              |           | | | | |
| Цветочная улица                                | ?         | пос. завода Сепараторов                                                                                      | | | |
| Цветочная улица                                | ?         | с/о Монтажник                                                                                                | | | |
| Центральная улица                              | ?         | Научный городок                                                                                              | | | |
| Центральная улица                              | ?         | с/о им. Мичурина                                                                                             | | | |
| Цимлянская улица                               | 0,30      | 1-я Махачкала, от ул. А. Невского до Спортивной ул.                                                          | | Цимлянск — город в Ростовской области | |
| Циолковского, улица                            | 0,80      | Посёлок Рыбников, от ул. Абубакарова до ул. Ш. Руставели                                                     | | К. Э. Циолковский — российский и советский учёный-самоучка, исследователь | |
| Цовкринская улица                              | ?         | мкр. Ватан                                                                                                   | | | |
| Цудахарская улица                              | ?         | 5-й посёлок                                                                                                  | | Цудахар — село в Левашинском районе | |
| Ч                                              |           | | | | |
| Чайковского, улица                             | 0,70      | 1-я Махачкала, от ул. Каммаева до ул. Громова                                                                | | П. И. Чайковский — русский композитор, дирижёр | |
| Чапаева, улица                                 | 0,70      | 1-я Махачкала, от ул. Свердлова                                                                              | | В. И. Чапаев — командир Красной армии, участник Первой мировой и Гражданской войны | |
| Чаринова, улица                                | 0,50      | от ул. Мирзабекова                                                                                           | до 26.11.1964 г. — Элеваторная | М. Чаринов — лакский поэт | |
| Часовая улица                                  | ?         | мкр. Животноводов                                                                                            | | | |
| Черешневая улица                               | ?         | пос. завода Сепараторов                                                                                      | | | |
| Черешневая улица                               | ?         | с/о Искра | | | |
| Чернышевского, улица                           | 0,20      | от пр. Гамидова до ул. Крылова                                                                               | до 29.11.1999 г. — Студенческий переулок | | название перенесено с бывшей улицы Чернышевского — ныне Абубакарова, |
| Чеэрова, улица                                 | 0,45      | от ул. Г. Гаджиева, до ул. Танкаева                                                                          | до 29.12.2011 — Дагестанская до 15.07.2015 г. — Асиятилова                                                                                       | С. Х. Асиятилов — государственный и общественный деятель РД, Чеэров А. М. — участник ВОВ | |
| Чистая улица                                   |           | Н. Тарки | | | |
| Чкалова, улица                                 | 0,50      | Городок Нефтяников, от ул. Титова до ул. Шихсаидова                                                          | | В. П. Чкалов — советский лётчик-испытатель, комбриг, Герой Советского Союза | |
| Чохского, улица                                | 0,70      | 5-й Посёлок, от ул. Добролюбова до пр. Шамиля                                                                | до 1985 г. — Хунзахская | Хунзах — село, районный центр в Дагестане, Магомед Омаров-Чохский — революционер, участник борьбы за установления советской власти в Дагестане | |
| Чехова, улица                                  | 0,75      | 5-й Жилгородок, от ул. Гагарина                                                                              | до 17.4.2017 г. — 5-й тупик Гагарина | А. П. Чехов — выдающиеся русский писатель, драматург | название перенесено с бывшей улицы Чехова, ныне Асиятилова |
| Ш                                              |           | | | | |
| Шабанова, улица                                | 0,80      | 1-я Махачкала, от ул. Магомедтагирова до Ставропольской ул.                                                  | до 1982 г. — Песчаная | Шабанов Исуп — солдат внутренних войск, погиб при исполнении служебного задания | |
| Шаумяна, улица                                 | 0,30      | от ул. Шевченко                                                                                              | | С. Г. Шаумян — революционер и политический деятель | |
| Шахтёрская улица                               | ?         | мкр. Дагнефть                                                                                                | | | |
| Шахшаева, улица                                | ?         | мкр. Ипподром                                                                                                | | Шахшаев Исмаил Шейхмагомедович — штурман дальней авиации | |
| Шеболдаева, улица                              | 0,60      | от пр. Гамзатова до Заводского пер.                                                                          | до 1967 г. — Индустриальная | Б. П. Шеболдаев — советский партийный деятель | |
| Шевцовой, улица                                | 0,25      | 5-й Посёлок, от ул. З. Космодемьянской до ул. Акаева                                                         | | Л. Г. Шевцова — комсомолка, активная участница, член штаба подпольной антифашистской организации «Молодая Гвардия» | |
| Шевченко, улица                                | 0,40      | от ул. Николаева                                                                                             | | Т. Г. Шевченко — украинский и русский поэт, прозаик, художник, этнограф | де-факто является продолжением улицы Г. Цадаса |
| Шёлковая улица                                 | ?         | мкр. Новый город                                                                                             | | | |
| Шиповниковая улица                             | ?         | пос. завода Сепараторов                                                                                      | | | |
| Штормовая улица                                |           | мкр. Фрегат                                                                                                  | | | |
| Шуринская улица                                | 0,15      | 1-я Махачкала, до ул. А.Алиева                                                                               | | Шуринская — название дано по реке Шураозень | |
| Э                                              |           | | | | |
| Экипажная улица                                | 1,0       | мкр. Досааф                                                                                                  | | | |
| Эльдарова, улица                               | 0,80      | 4-й Посёлок, от ул. Омарова до ул. Ахундова                                                                  | до 1978 г. — 3-я Родниковая | М. Эльдаров — руководитель Ревкома, исполкома Аварского округа | |
| Эльтавная 1-я улица                            | 0,5       | мкр. Эльтав                                                                                                  | | | |
| Эльтавная 2-я улица                            |           | мкр. Эльтав                                                                                                  | | | |
| Эльтавная 3-я улица                            |           | мкр. Эльтав                                                                                                  | | | |
| Эмирова, улица                                 | 0,50      | от пер. Бурова до ул. Буйнакского                                                                            | до 1958 г. — Вокзальная | В. А. Эмиров — капитан Красной армии, Герой Советского Союза | |
| Энгельса, улица                                | 2,40      | мкр. Весна, Животноводов, Адам Интернейшнл                                                                   | до 2015 г. — 7-я Весенняя | Ф. Энгельс — немецкий философ, один из основоположников марксизма | название было перенесено с бывшей улицы Энгельса, ныне Абдулхакима Исмаилова |
| Энергетиков, улица                             | ?         | мкр. Животноводов, Адам Интернейшнл                                                                          | | | |
| Эрлиха, улица                                  | 1,30      | 4-й Посёлок, от ул. Ярагского до ул. Гафурова                                                                | до 1967 г. — 3-я Таркинская | А. Ю. Эрлих — революционер, участник борьбы за установления советской власти в Дагестане | |
| Эрпелинская улица                              | ?         | мкр. ОПХ | | | Эрпели — село в Буйнакском районе Дагестана |
| Ю                                              |           | | | | |
| Юбилейная улица                                | 1,0       | мкр. Учхоз, от ул. Пржевальского                                                                             | | | |
| Юбилейная улица                                | ?         | с/о Пластик, Монтажник, Танажар                                                                              | | | |
| Юго-восточная улица                            | ?         | с/о Мелиоратор                                                                                               | | | |
| Южная улица                                    | ?         | мкр. Мелиоратор, Животноводов                                                                                | | | |
| Юнатов, улица                                  | 0,9       | мкр. Эльтав                                                                                                  | | | |
| Юсупова А., улица                              | 1,3       | Сепараторный посёлок, от пр-та Акушинского до Сепараторной ул.                                               | до 11.04.2016 г. — Хуршилова | Абдулхамид Юсупов — общественный и религиозный деятель, шейх | |
| Юсупова, улица                                 | 1,3       | от ул. Даниялова до ул. Ушакова                                                                              | до 20.01.1998 г. — Грозненская | Грозный — город, столица Чечни, М. С. Юсупов — председатель Махачкалинского горисполкома | |
| Я                                              |           | | | | |
| Яблониевая улица                               | ?         | пос. завода Сепараторов                                                                                      | | | |
| Яблониевая улица                               | ?         | с/о Монтажник                                                                                                | | | |
| Ялакская улица                                 | ?         | мкр. ОПХ | | | Ялак — село в Ахтынском районе Дагестана |
| Яниной, улица                                  | 1,0       | мкр. Ипподром, от Джигитской ул. до Гамзат-Бека                                                              | до 25.11.2021 г. — 2-я Ипподромная | Янина, Ирина Юрьевна — медсестра, Герой Российской Федерации | |
| Ярагского, улица                               | 3,3       | от ул. Пушкина до ул. Эрлиха                                                                                 | до 1924 г. — Бурная, до 17.2.1938 г. — Г. Саидова, до 1997 г — 26 Бакинских комиссаров                                                           | Бурная — название было дано по царской крепости, располагавшейся на горе Тарки-Тау, к которой вела улица, 26 бакинских комиссаров — революционные деятели Бакинской коммуны, М. Ярагский — идеолог газавата — войны Дагестана против России (Кавказская война)                          | |
| Яхъяева, улица                                 | 0,40      | мкр. Ватан                                                                                                   | | М-С. Я. Яхъяев — кумыкский народный писатель | |

## Переулки
| А Б В Г Д Е Ж З И К Л М Н О П Р С Т У Ф Х Ц Ч Ш Щ Э Ю Я |

| Название геонима         | Длина, км | Местоположение                                     | Прежнее название               | В честь кого или чего названо | Примечание |
| А                        | А         | А                                                  | А                              | А | А          |
| ------------------------ | --------- | -------------------------------------------------- | ------------------------------ | --- | ---------- |
| Автомобилистов, переулок | 0,50      | 1-я Махачкала от Магомедтагирова                   |                                | |            |
| Аджиева, переулок        | 0,20      | от ул. М. Гаджиева                                 | до 15.01.1992 г. — Гвардейский | А. А. Аджиев — кумыкский поэт |            |
| Ардова, переулок         | 0,10      | от ул. Левина до ул. Амирханова                    | до 1938 г. — Маячный           | Б. А. Ардов — чекист, начальник ОГПУ по Махачкалинскому району                                                                           |            |
| Б                        |           |                                                    |                                | |            |
| Бурова, переулок         | 0,18      | от ул. Даниялова                                   | до 1967 г. — Наклонный         | Сергей Павлович Буров — командир астраханского экспедиционного отряда, героически погиб в 1918 году при обороне города от белогвардейцев |            |
| З                        |           |                                                    |                                | |            |
| Заводской переулок       | 0,15      | от ул. Г. Цадаса                                   |                                | |            |
| К                        |           |                                                    |                                | |            |
| Канделаки, переулок      | 0,17      | от ул. Даниялова до ул. Эмирова                    | до 1967 г. — Портовый          | Георгий Владимирович Канделаки — революционер, участник борьбы за советскую власть в Дагестане                                           |            |
| Котовского, переулок     | 0,20      | 1-я Махачкала, от ул. Кадырова до ул. Хмельницкого | до 1949 г. — Хутинаевский      | Г. И. Котовский — советский военный и политический деятель                                                                               |            |
| Крылова, переулок        | 0,10      | от ул. Крылова                                     |                                | |            |
| М                        |           |                                                    |                                | |            |
| Морской переулок         | 0,05      | от ул. Буйнакского до Привокзальной пл.            |                                | |            |
| Н                        |           |                                                    |                                | |            |
| Никулина, переулок       | 0,10      | 1-я Махачкала, от ул. Камалова до ул. Поповича     |                                | Л. В. Никулин — русский советский писатель и журналист                                                                                   |            |
| С                        |           |                                                    |                                | |            |
| 1-й Садовый переулок     | 0,20      | от ул. Богатырева                                  |                                | |            |
| 2-й Садовый переулок     | 0,10      | от ул. Богатырева                                  |                                | |            |
| Станционный переулок     | 0,05      | от ул. Буйнакского до Привокзальной пл.            |                                | |            |
| Солнечный переулок       | 0,10      | от Танусинской до 4-й Текстильной ул.              |                                | |            |
| Ш                        |           |                                                    |                                | |            |
| Школьный переулок        | 0,10      | от ул. Коминтерна до ул. Магомеда Гаджиева         |                                | |            |
| 2-й Школьный переулок    | 0,05      | от ул. Заманова до ул. Амирханова                  |                                | |            |

## Бульвары, парки и скверы
| Название геонима                | Местоположение                                                              | Прежнее название                | В честь кого или чего названо | Примечание |
| ------------------------------- | --------------------------------------------------------------------------- | ------------------------------- | --- | --- |
| Родопский бульвар               | от ул. Тихонова до ул. Максима Горького вдоль ж/д полотна                   | Набережная улица                | Родопы — горы в Болгарии, наименован в честь дружбы народов Дагестана и Болгарии | |
| Ак-Гёль, парк                   | по чётной стороне пр. Петра I, от Юго-восточной промзоны до ул. Булача      |                                 | название дано по озеру Ак-Гёль, на берегу которого расположен парк | в парке расположен мемориальный комплекс, посвящённый русской интеллигенции (т. н. памятник «Русской учительнице»), парк-аттракционов «Дракон»                                                                     |
| Городской сад, парк             | в квадрате улиц Леваневского, Маркова, Горького и ж/д полотна               |                                 | | у входа в парк со стороны ул. Горького установлен памятник Ленину (копия памятника Ленину перед Смольным), на территории парка расположена братская могила революционеров, расстрелянных белогвардейцами в 1919 г. |
| Ленинского Комсомола, парк      | в квадрате улиц Г. Гаджиева, М. Гаджиева, Умаханова и Саидова               | Вейнерский сад, парк Нефтяников | Ленинский Комсомол — политическая молодёжная организация в СССР | в парке установлен памятник Советскому воину-освободителю с вечным огнём, аллея Славы с портретами дагестанцев — Героев Советского Союза и полных кавалеров ордена Славы.                                          |
| 50-летия Октября, парк          | между пр. Шамиля и ул. Гагарина                                             |                                 | парк заложен в 1967 году в канун празднования 50-летия Октябрьской революции | на центральной аллее парка установлена стела, посвящённая «Борцам за установление советской власти в Дагестане»; народное название парка — Собачий парк                                                            |
| Борцов революции, сквер         | в квадрате улиц Котрова, Капиева, Малыгина, Дахадаева                       |                                 | назван в честь революционеров, боровшихся за установление советской власти в Дагестане | в центре сквера установлен памятник из 7 скульптур большевиков, руководителей революционного подполья, расстрелянных белогвардейцами в 1919 г.                                                                     |
| Воинов-Интернационалистов, парк | по чётной стороне пр. Шамиля от ул. Агасиева до 2-го пр. Гоголя             |                                 | Воины-интернационалисты — военнослужащие, сотрудники органов внутренних дел и госбезопасности социалистических государств, принимавшие участие добровольно или по долгу службы в вооружённых конфликтах на территории иностранных государств | в центре парка расположен мемориал, на гранитных плитах которого выбиты имена всех дагестанцев, погибших при выполнении интернационального долга на территории Афганистана; неофициальное название — парк Афганцев |
| 50-летия ДАССР, сквер           | по улице Дзержинского                                                       |                                 | назван в честь празднования 50-летнего юбилея образования Дагестанской Автономной Советской Социалистической Республики | в восточной части переходит в сквер Дружбы |
| Депутатский сквер               | по улице Магомедтагирова                                                    |                                 | | |
| Дружбы, сквер                   | по улице Коркмасова                                                         |                                 | | в западной части переходит в сквер 50-летия ДАССР |
| Кирова, сквер                   | по чётной стороне пр. Гамидова (быв. Кирова) от ул. И. Казака до пр. Шамиля |                                 | С. М. Киров — советский государственный и политический деятель | в сквере установлен памятник С. М. Кирову |
| С. Стальского, сквер            | по чётной стороне ул. Пушкина от ул. Леваневского до Аварского театра       |                                 | Сулейман Стальский — лезгинский поэт-ашуг, основоположник лезгинской, дагестанской, досоветской поэзии, один из крупнейших дагестанских поэтов XX века, народный поэт Дагестанской АССР                                                      | в сквере расположена могила С. Стальского с установленным на ней бюстом поэта. |

## Аллеи
- Аллея Героев
- Аллея Дружбы
- Аллея Работников Культуры
- Аллея Энергетиков , Аллея Город Мастеров

## Микрорайоны
- 1-й посёлок
- 1-я Махачкала
- 1-й Юго-западный микрорайон
- 2-й Юго-западный микрорайон
- 4-й посёлок
- 5-й Жилгородок
- 5-й посёлок
- Жилмассив
- ДОСААФ
- Ватан
- Микрорайон Г-2
- Микрорайон М-2
- Научный городок
- Нефтекачка
- Новый посёлок
- Посёлок Завода Сепараторов
- Посёлок Завода Радиотоваров
- Посёлок Нефтяников
- Посёлок Рыбников
- Приморский микрорайон
- Степной
- Редукторный посёлок
- Узбекистан (Узбекгородок)
- УЗК
- Учхоз

Примечание: в скобках приведены названия с не установленным точным названием. При подготовке к переписи 2002 года на улицах были установлены аншлаги с новым наименованием, а к переписи 2010 года вернулись прежние таблички.